# 法隆寺献納宝物

聖徳太子絵伝（部分）平安時代（献納宝物1号）

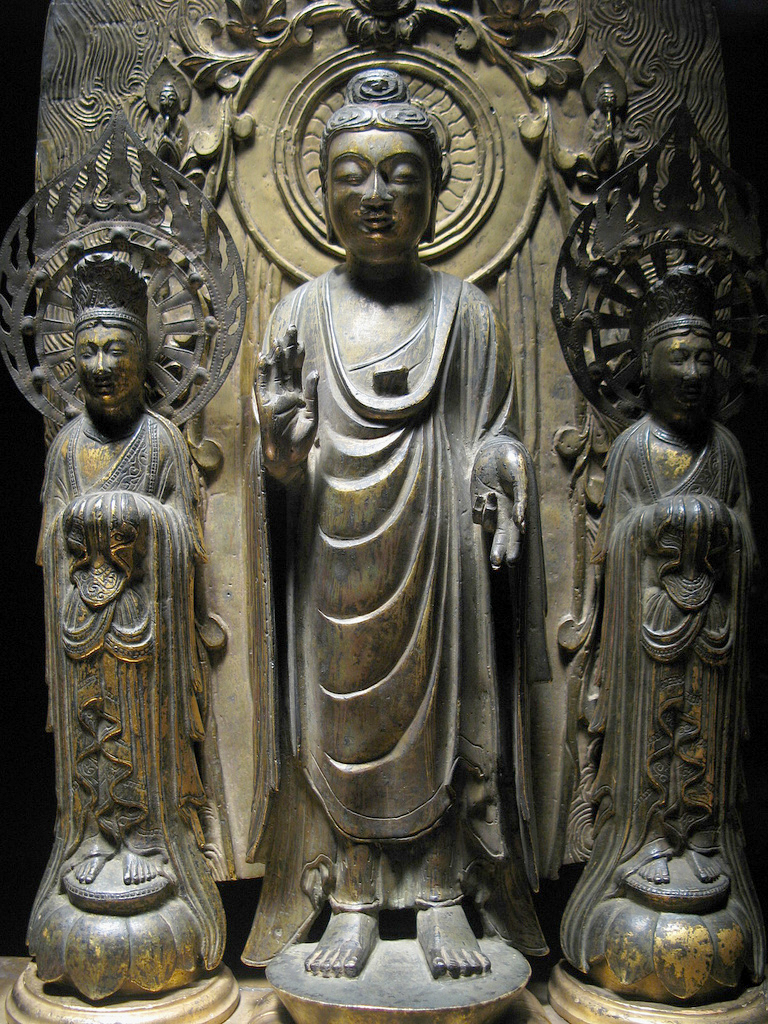
銅造如来及び両脇侍像 朝鮮・三国時代（献納宝物143号）

法隆寺献納宝物（ほうりゅうじけんのうほうもつ）は、奈良県斑鳩町にある法隆寺に伝来し、1878年（明治11年）、当時の皇室に献納された、300余件の宝物（文化財）の総称である。第二次大戦後は大部分が東京国立博物館の所蔵となっている。正倉院宝物よりも一時代古い、飛鳥時代から奈良時代前期を中心とする工芸品、仏像等を多数含み、歴史的・文化的に価値が高い。

## 概要
東京・上野の東京国立博物館の一画に「法隆寺宝物館」という建物がある。ここに展示保管される文化財は、紆余曲折を経て同博物館に保管されることとなったが、かつては聖徳太子ゆかりの寺である奈良・法隆寺に伝来したものである。これら三百数十件の宝物類の中には、もと法隆寺東院の絵殿にあった「聖徳太子絵伝」（国宝）、「四十八体仏」と通称される飛鳥・奈良時代の小金銅仏群をはじめ、金属工芸品、染織品、調度類、伎楽面など、多数の優品を含んでいる。宝物の中には中世、近世の作品もあるが、大部分は飛鳥・奈良時代の作品である。これらのうち、伎楽面は正倉院宝物のそれに匹敵するコレクションであり、飛鳥・奈良時代の小金銅仏群は質、量ともに他に抜きん出たものである。腐朽しやすい上代の染織品が多数残っている点も特筆される。
かつては「皇室の所有品」という意味の「御物」という語を用いて「法隆寺献納御物」と呼ばれていたが、第二次大戦後の1949年に一部を除いて国有となり、それ以後、「法隆寺献納宝物」と称されている。所蔵者である東京国立博物館では、1964年、構内に「法隆寺宝物館」を開設し、献納宝物を展示・保管・研究している。

## 歴史

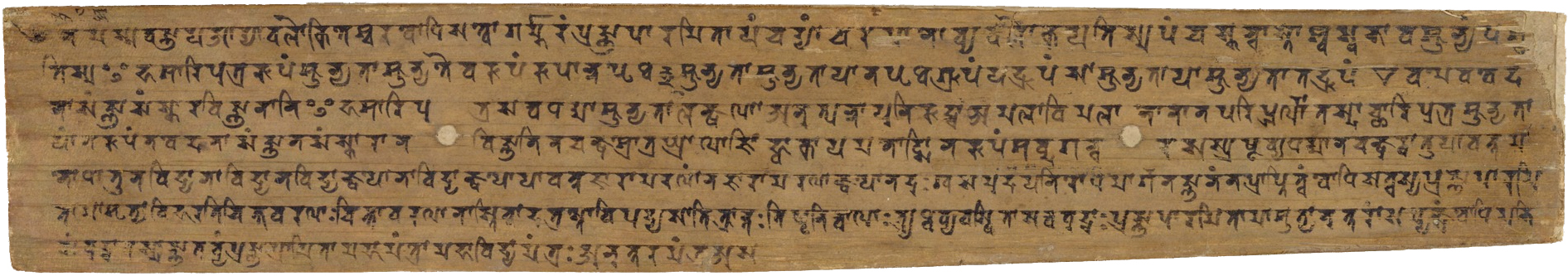

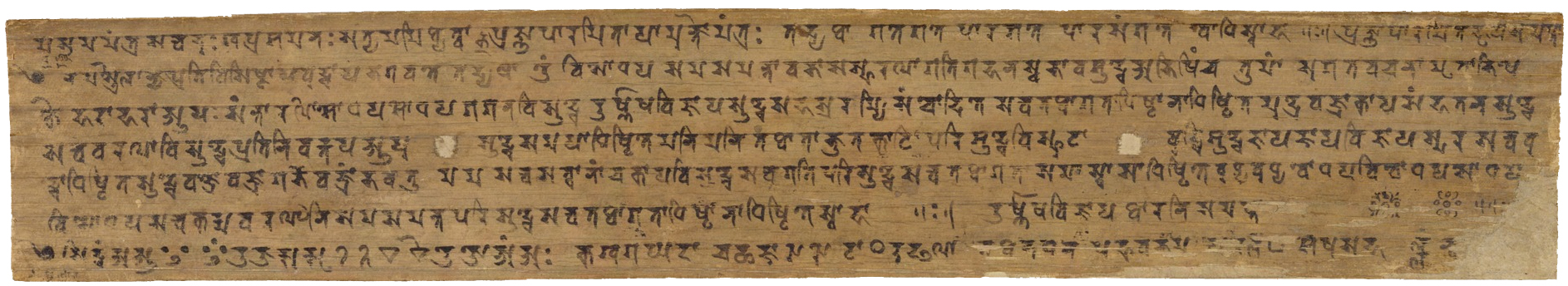
梵本心経並尊勝陀羅尼（貝葉）（献納宝物8号）

### 宝物献納の経緯と事情
これらの宝物が法隆寺から皇室に献納されたのは、前述のように1878年のことである。これに先立つ1876年（明治9年）11月、法隆寺は住職千早定朝名で「古器物献備御願」という文書を当時の堺県令・税所篤（さいしょあつし）宛てに提出した。この文書に基づき、当時の日本政府は宮内卿徳大寺実則を中心として宝物の調査を行った。翌々年、1878年2月18日付けで宮内省は宝物の献納を許可することとし、法隆寺には見返りに金一万円が下賜された。1878年当時と21世紀の今日とでは社会・経済状況が異なり、金額について単純には比較できないが、当時の1万円は今日の数億円に匹敵する莫大な金額であった。
献納宝物の中には、聖徳太子ゆかりの品を含む、法隆寺にとってかけがえのない品が多数含まれていた。法隆寺がなぜこれらの貴重な寺宝を手放そうとしたのか、正確なところは不明であるが、堂宇の修繕も思うにまかせなかった当時の法隆寺の経済的苦境が背景にあったとするのが通説である。明治初年の神仏分離・廃仏毀釈の時期を経て、当時の日本の仏教寺院は寺領や権力者の後ろ楯を失い、経済的には極度に困窮していた。広い境内に多くの古建築を有する法隆寺には、それらを維持修繕する経済的基盤もなく、寺宝も散逸の危機にさらされていた。また、当時の政府の宗教政策により、法隆寺は真言宗に所属させられていたが、少しでも早く同宗からの独立を果たしたいというのが寺の悲願であった。そこで、寺宝を散逸させるよりは、日本でもっとも安全確実な保管先である皇室に寺宝を一括献納して永久に伝えるとともに、その見返りに与えられる下賜金によって傷んだ堂宇を修繕し、寺の運営を安定させ、真言宗からの独立を果たそうという寺側の考えから、「宝物献納」という苦渋の決断に至ったものと推測されている。
この時献納された宝物類には大型の仏像等は含まれておらず、伎楽面、仏具類、染織品などの比較的小型軽量なものや、屏風のように持ち運びの容易なものが主体である。これらの宝物類には、江戸時代に江戸や京都で行われた「出開帳」の際に持ち出されたものが再び選択されている例が多い。

### 「出開帳」と献納宝物

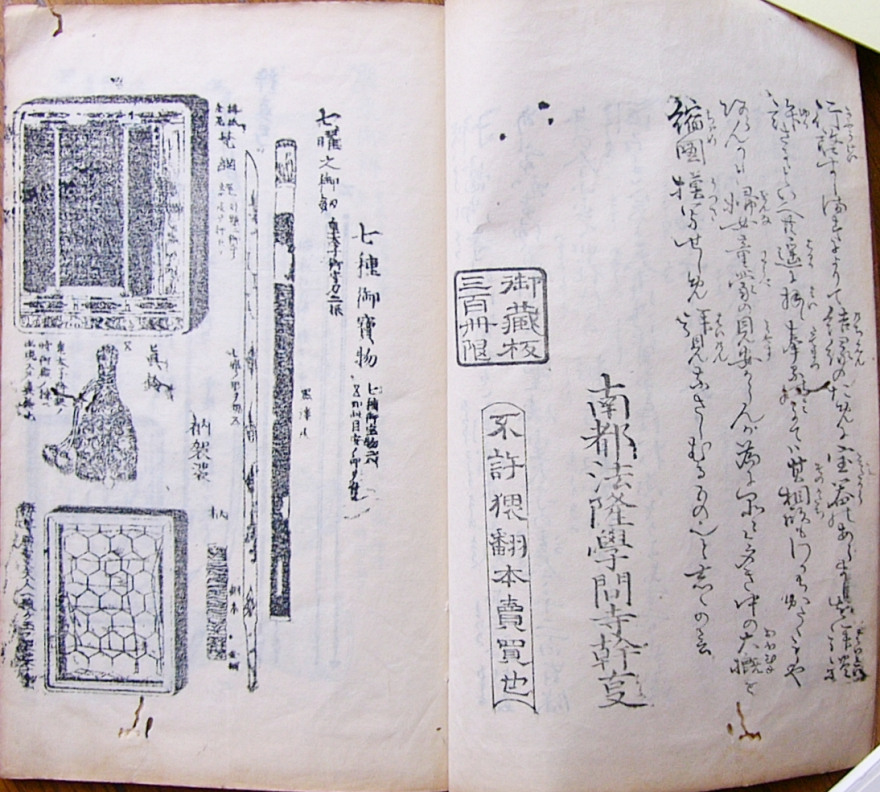
御宝物図絵

「出開帳」とは、江戸や京都などの大都市に会場を設けて、寺院の秘仏霊宝等を公開する行事で、当該寺院への信仰を広めるとともに、勧進（再建・修繕などの資金集め）を目的とすることが多かった。その内容・目的ともに、近現代における「秘宝特別公開」に似た面がある。江戸時代には多くの寺院が出開帳を行い、特に成田不動（成田山新勝寺）や信州の善光寺の出開帳が評判になった。出開帳の会場では、曲芸などの出し物が披露されるなど、当時の人々にとっては信仰とともにレジャーの場でもあった。
法隆寺では、1694年（元禄7年）と1842年（天保13年）に、江戸で、1695年（元禄8年）と1800年（寛政12年）に京都で、それぞれ出開帳を実施した。1695年の江戸における開帳は、本所の回向院を会場とし、同年7月5日から約3か月にわたって行われた。この時は法隆寺東院秘蔵の仏舎利を本尊として、玉虫厨子、橘夫人厨子、夢違観音像（以上、現・国宝）、聖徳太子直筆とされる「法華義疏」などの秘宝が公開された。出開帳に先立つ6月16日、時の将軍徳川綱吉の生母桂昌院は江戸城三の丸御殿にて宝物を拝見し、寺に三百両を寄進している。他にも大名、旗本らの寄進が相次いで、この時の出開帳は成功裏に終わり、法隆寺は念願であった堂塔の修繕を行うことができた。桂昌院は、「糞掃衣（N-33）」「御足印（N-36）」などの宝物の保管用に徳川家の葵の紋入りの箱を寄進するなど、法隆寺に多大な援助を与えている。
法隆寺ではその後、1842年（天保13年）の6月から8月にも伽藍修復の資金集めを主目的として、江戸出開帳を行った。この時の出開帳の様子は、宝物に同道して江戸に向かった寺僧が記した『江戸出開帳日記』に詳しく記されている。出開帳の会場は前回と同じく回向院で、仏舎利のほか、秘仏の聖徳太子像（現・国宝、法隆寺聖霊院安置）が開帳され、その他にも多くの宝物が並べられた。ただし、この時の出開帳は、後に「天保の改革」と呼ばれる倹約奨励の世相を反映して寄付が思うように集まらず、興行的には不成功であった。前述の『江戸出開帳日記』によると、この時公開された宝物は115件、点数にして約200点であった。浮世絵師の歌川国直にこの時の出品宝物をスケッチさせた『御宝物図絵』『御宝物図絵　追篇』という図録を出版しており、版木が法隆寺に残っている。この図絵には全部で88件の宝物が図示されているが、それらの大部分が現存する献納宝物と同定可能である。88件のうち、現在所在不明のものはわずかに2件、献納されず現在も寺に残るものは3件で、残りの83件は、1878年に皇室に献納された宝物に含まれている。つまり、天保の江戸出開帳に出品された宝物の大部分が献納宝物にも選定されたということになる。

### 宝物献納から国有化まで

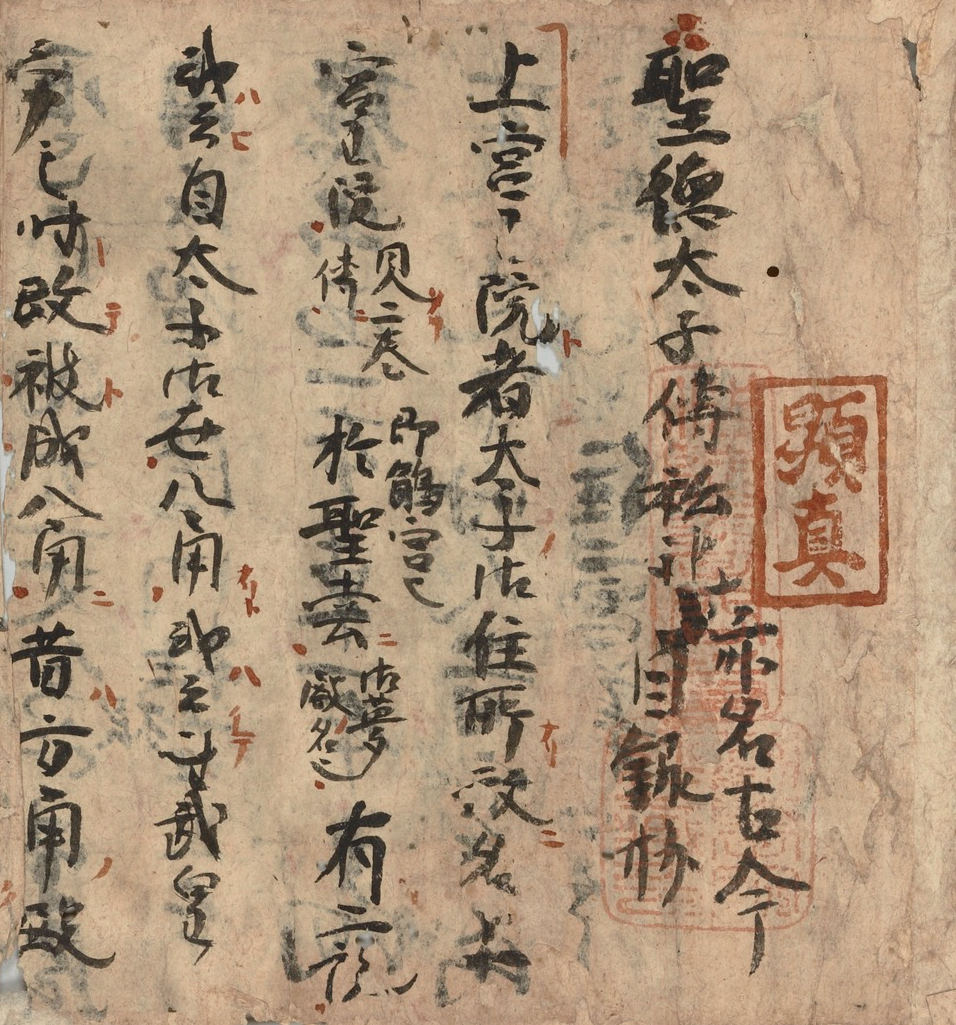
古今目録抄（聖徳太子伝私記）顕真筆（巻頭）（献納宝物18号）

明治時代に入ると、東京や京都で行われた博覧会にならって、奈良でも蜷川式胤（外務大録）、藤井千尋（奈良県権令）らの呼び掛けで、東大寺の大仏殿と回廊を会場として奈良博覧会が実施された。同博覧会は1890年まで15回にわたって開催されたが、うち1875・1876年（明治8・9年）に行われた第1回と第2回の博覧会には正倉院宝物とともに法隆寺の宝物が出品されたのである。1878年の皇室への宝物献納には、このような前史があった。
第2回奈良博覧会終了後、献納予定の宝物は法隆寺へは戻されず、一時、東大寺の尊勝院に保管されていた。1878年に皇室への献納が決まった後、同年3月、宝物は正倉院の宝庫へ移されている。1882年（明治15年）、東京・上野に博物館（東京国立博物館の前身）が移転・開館すると、法隆寺宝物はそちらへ移動された。宝物は農商務省御用掛黒川真頼が運搬担当となって海路横浜へ運ばれ、横浜からは小形船に積み替えて隅田川を上り、陸揚げされた。なお、正倉院から上野への宝物引越しの際に手違いがあり、正倉院伝来の染織品の櫃を法隆寺のものと間違えて運んでしまった。このため、東京国立博物館には本来正倉院に伝来した染織品が収蔵され、逆に正倉院には法隆寺伝来の染織品が残ったまま今日に至っている。
献納宝物は「御物」、すなわち皇室の所有品であったが、東京国立博物館の前身である帝室博物館に保管され、展示公開されていた。第二次大戦後、GHQの皇室財産の削減指示に従って、皇室財産であった正倉院御物と法隆寺献納御物は国有化され、前者は宮内庁、後者は文部省の管轄となった。法隆寺献納御物については、その大部分が文部省の所管となったが、聖徳太子筆とされる「法華義疏」、一万円紙幣のデザインに使用されたことで著名な「聖徳太子及び二王子像」など皇室にゆかりの深い10件は引き続き「御物」のままとされた。また、法隆寺金堂四天王像の持物であった「七星文銅大刀」と「無文銅大刀」、五重塔の部材の一部であった「覆鉢」、聖霊院本尊聖徳太子像の付属とされる「木製沓」の計4件は、法隆寺の寺宝と不可分のものであるとして、寺に下賜された。法隆寺は、献納宝物は文部省ではなく皇室に献納したものであるとして、宝物全体の返還を申請していたが、交渉の結果、上述の4件のみが寺側の希望に沿って返却された。

### 法隆寺宝物館の建設
献納宝物は、東京国立博物館の平常陳列の中で部分的に公開されてはいたが、献納宝物のみが一括して展示される機会は長らくなかった。そのため、献納宝物専用の展示館の建設は長年の悲願であったが、1961年、博物館構内南西の敷地にようやく展示館の建設が着工され、1962年竣工。「法隆寺宝物館」と名付けられたこの展示館は、文化財の万全な保存のため2年間コンクリートを枯らした後、1964年10月開館した。この展示館は2階建てで、展示館と収蔵庫を兼ねた建物であり、全ての展示は2階で行われていた。また、文化財保全のために毎週1回、木曜日のみの開館とされ、木曜日であっても雨天の日は閉館とされていた。
この一代目法隆寺宝物館は、建て替えのため、開館から30年後の1994年2月に閉館し、同年12月から新館の建設が始まった。旧館閉館から新館建設着工まで10か月を要しているのは、この地が寛永寺の旧境内であり、建て替えに際して地下遺構の発掘調査を行ったためである。レストランや図書室などを備えた新・法隆寺宝物館は、1999年7月に開館した。旧・法隆寺宝物館が週1日だけの開館であったのに対し、新・法隆寺宝物館は休館日以外、毎日開館することとなった。展示室は1階に2室、2階に4室あり、金銅仏や金属工芸品のような材質堅固で常設展示に耐えるものは常時公開される一方で、染織品などの脆弱な素材の文化財については、随時展示替えが行われている。室別の展示内容は以下のとおりである。
- 第1室 金銅灌頂幡（常設展示）
- 第2室 金銅仏、光背、押出仏（大部分は常設展示）
- 第3室 伎楽面 年3回、各1か月程度の期間のみ開室
- 第4室 木工・漆工
- 第5室 金工
- 第6室 絵画、書跡、染織

東京国立博物館では、これら宝物の学術的調査研究を継続的に行っており、その成果を『法隆寺献納宝物特別調査概報』として公表している。『概報』は、1981年刊の「伎楽面」を最初として、年1回のペースで刊行されている。

## 主な献納宝物
東京国立博物館の目録上、宝物の件数は319件となっており、登録番号（同館では「列品番号」という）はN1、N2のように「N」字を付している。宝物の件数は当初は318件であったが、それ以外に未整理のままで番号の付いていなかった染織品が大量にあり、これらは調査と修理の済んだものから N319 – XX という枝番号を付けて整理されている。
なお、1949年に東京国立博物館の所蔵とならず、御物にとどまったものは以下の10件であった。
- 聖徳太子及び二王子像
- 法華義疏 4巻
- 幡垂飾（ばんすいしょく）一括
- 沢潟威鎧雛形（おもだかおどしよろいひながた）
- 刀子類3口及び漆皮製刀子箱
- 刀子類 一括
- 木画箱
- 青磁牡丹浮文花瓶 1対
- 八臣瓢壺
- 新田義貞文書

このうち、「幡垂飾」から「八臣瓢壺」までの7件は、昭和天皇没後、皇室から国へ寄贈され、三の丸尚蔵館の所蔵となっている。「新田義貞文書」は戦前から図書寮が管理していたもので、戦後は宮内庁書陵部が保管している。残りの「聖徳太子及び二王子像」及び「法華義疏」のみが引き続き御物となっている。また、金堂四天王像の持物であった「七星文銅大刀」など4件が法隆寺に返還されたことは前述のとおりである。

### 代表的な作品

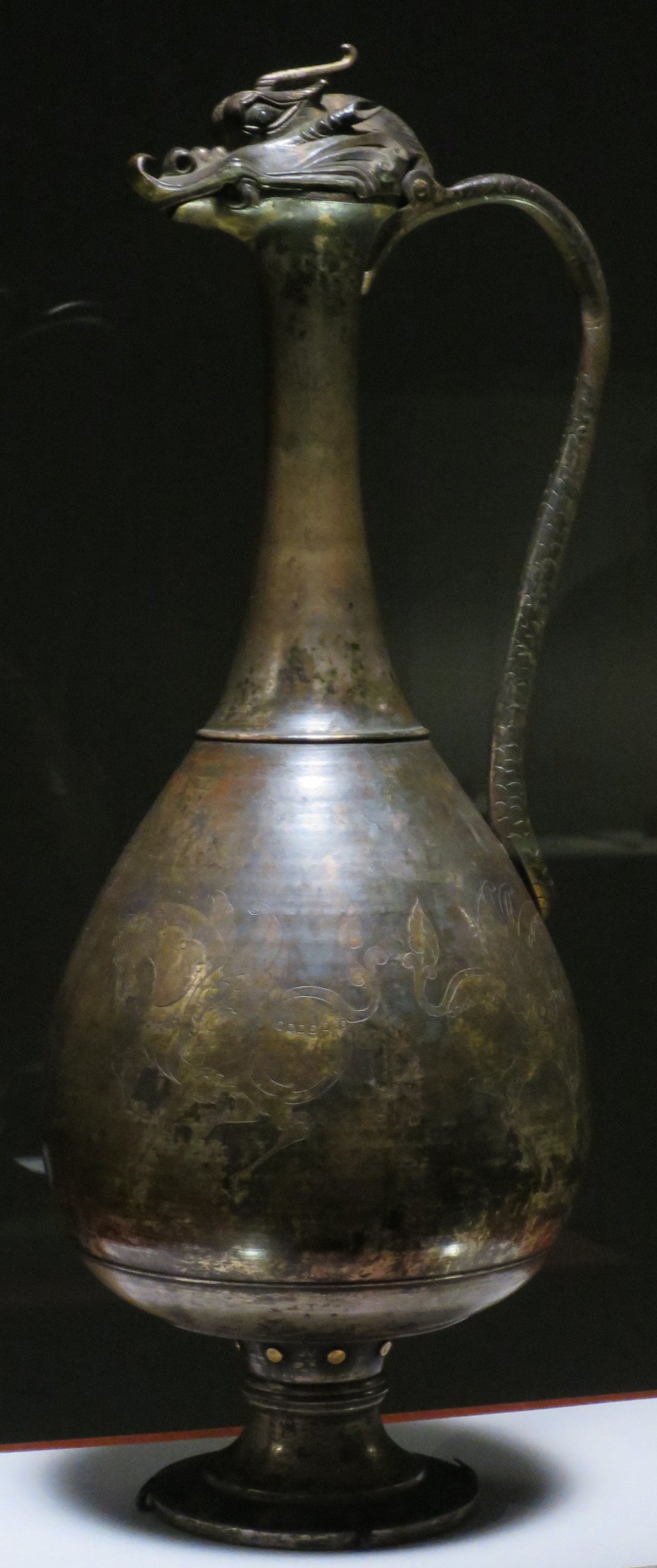
龍首水瓶 飛鳥時代（献納宝物243号）

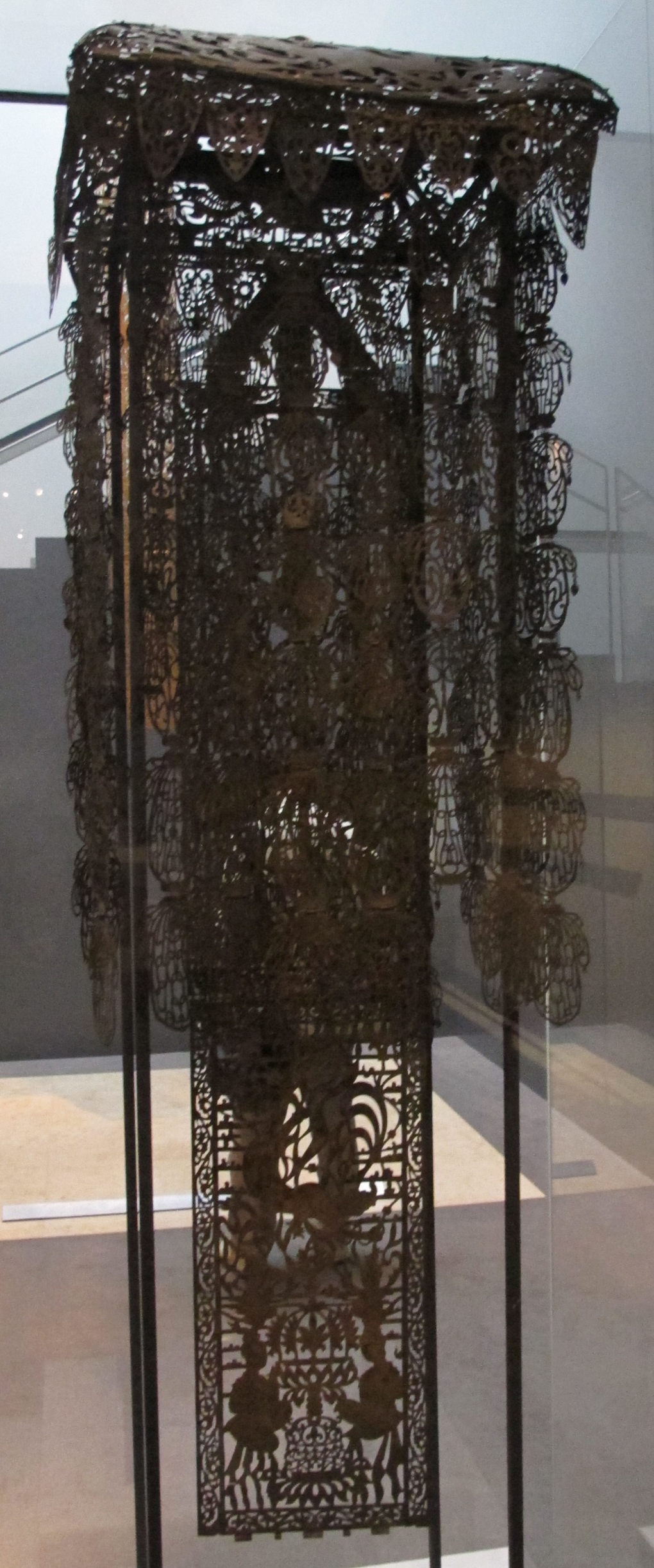
金銅灌頂幡 飛鳥時代（献納宝物58号）

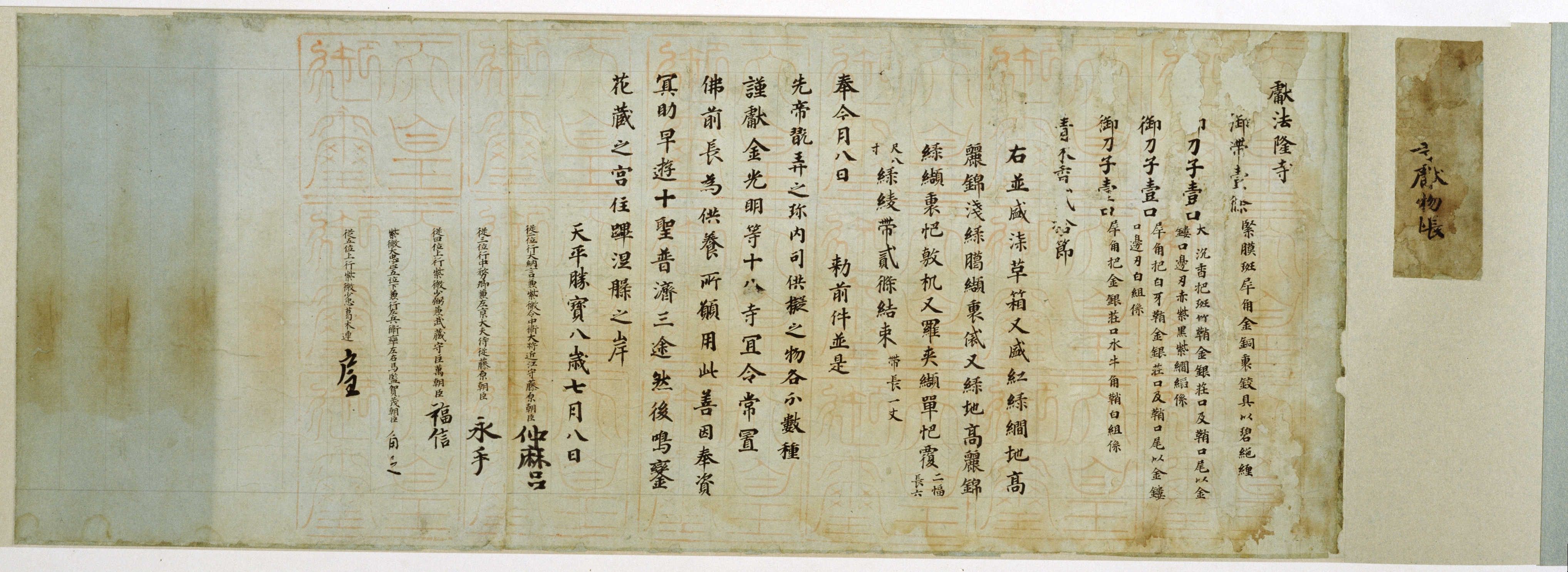
法隆寺献物帳 奈良時代（献納宝物5号）

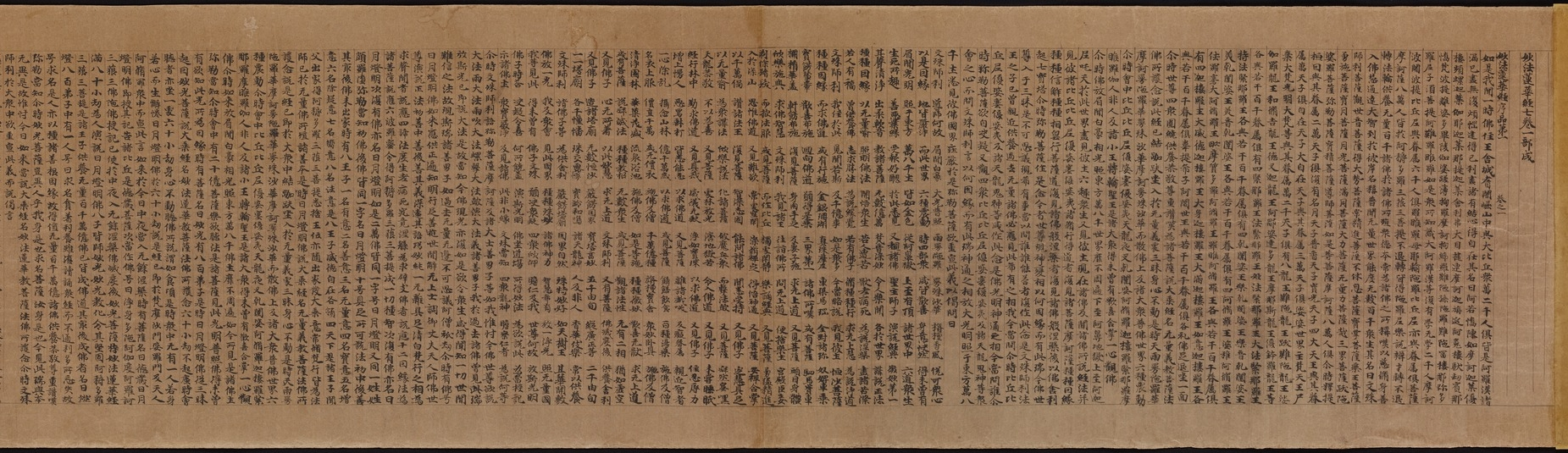
細字法華経（献納宝物7号）

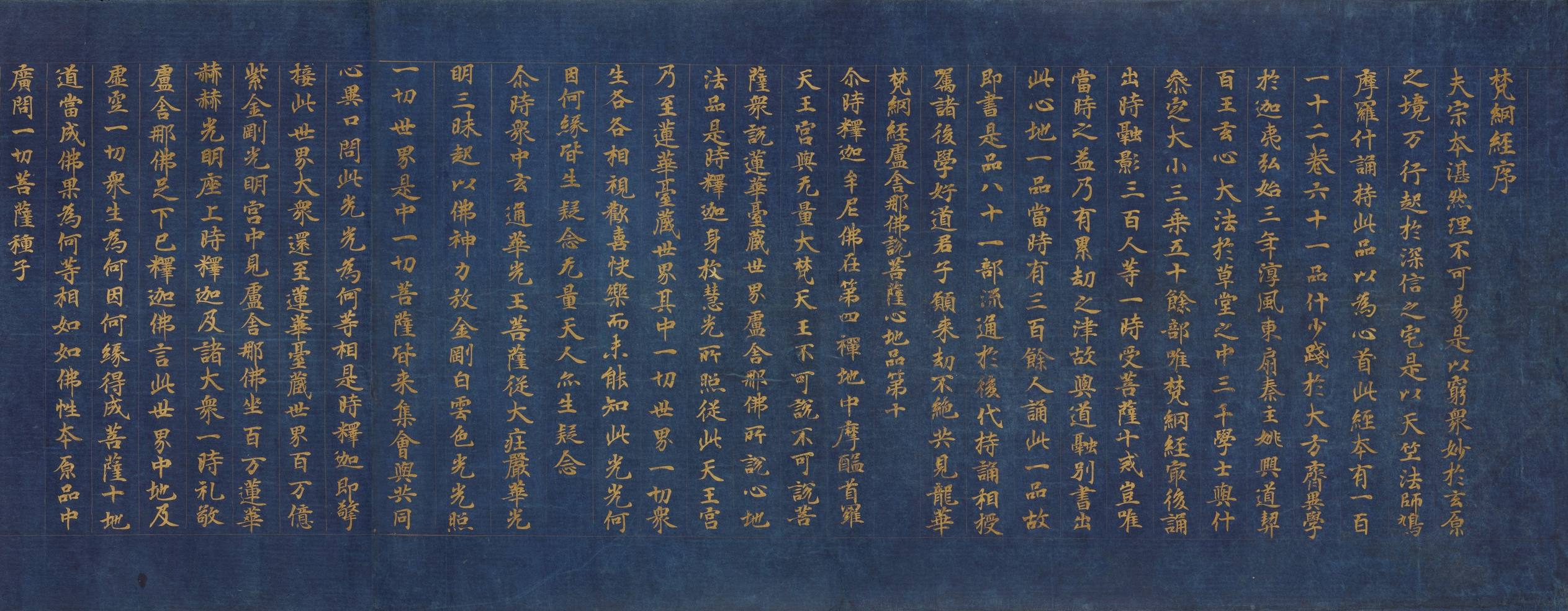
梵網経（献納宝物13号）

綾本著色聖徳太子絵伝
国宝。もと法隆寺東院絵殿の障子絵だったもので、縦約190センチメートルの大画面に聖徳太子の一代記を図示する。現在は10面の額装に改装されている。記録により延久元年（1069年）、秦致貞（はたのちてい/はたのむねさだ）の筆と判明する（絵師の名は「秦致真」とも）。画面の損傷が大きく、後世の補筆も多いが、図像はおおむね当初のものを伝えていると考えられる。平安時代にさかのぼる大和絵障壁画の遺品で、制作年代、作者まで判明する、稀有な遺品である。
金銅灌頂幡
国宝。全長約5.1メートル。幡（ばん、はた）は、寺院の柱、天井などから懸垂する荘厳具で、錦などの染織品で作られる場合が多いが、本品は銅製鍍金である。方形・傘状の天蓋（てんがい）の中央から長方形の大幡6枚を蝶番（ちょうつがい）で繋いで垂らし、天蓋の周縁からは垂飾（すいしょく）を垂らす。各部分とも銅製鍍金の上、透彫と線刻を施し、仏、菩薩、天人などの像を表す。上代日本を代表する金属工芸品で、7世紀後半の作と推定される。
竜首水瓶
国宝。高さ49.9センチメートル。銅製鍍金銀。蓋と口縁部を龍の頭、把手部を龍身に見立てた水瓶であり、胴部には天馬（有翼の馬）2対を線刻する。下膨れの器形や天馬のデザインにはペルシャ風が濃厚であり、飛鳥・奈良時代におけるシルクロードを介した東西文明の交流を証する遺品として知られる。かつては「銀製鍍金」とされ、唐からの舶載品と考えられていたが、科学的調査の結果、材質は銅に鍍金銀を施したものと判明し、7世紀頃の日本産とみなされるようになった。
四十八体仏
重要文化財。法隆寺に伝来した小金銅仏（しょうこんどうぶつ）の一群。「金銅」とは銅製鍍金（金メッキ）の意である。「四十八体仏」と通称するが、実際は49件57体を数える。法隆寺には、飛鳥の橘寺から移されたものを含む、多数の小金銅仏が所蔵されていたことが記録から知られ、1878年にその大部分が皇室に献納された。大部分は7世紀後半から8世紀前半の日本製と推定されるが、善光寺本尊と形式が類似した如来三尊像（143号）、菩薩半跏像（158号）のように、三国時代の朝鮮半島製と推定される像も含まれる。在銘の像もいくつかあり、丙寅年（606年または666年）銘の菩薩半跏像、辛亥年（651年）銘の観音菩薩立像は、この時代の基準作として貴重である。この他、「山田殿像」の刻銘がある阿弥陀三尊像（144号）、法隆寺金堂本尊と似た止利様式を示す菩薩半跏像（155号）、如来坐像（145号）、釈迦が麻耶夫人（まやぶにん）の右腋から誕生する様子を彫像として表した稀有な作である麻耶夫人及び天人像（191号）などが著名である。
伎楽面
重要文化財。未完成面2面を含む31面が伝存する。大部分が木製だが、麻布を漆で張り固めた乾漆製の面も3面ある。正倉院宝物の面よりも一時代古い、7世紀後半から8世紀前半の作である。
法隆寺献物帳
国宝。孝謙天皇が亡父聖武天皇の遺愛の品を金光明寺（東大寺）等18箇寺に献納した際の目録である。本品はそのうちの法隆寺分で、縹色（はなだいろ、薄藍色）の紙に謹厳な楷書で記され、天平宝字八歳七月八日（756年）の記がある。紙面には全面に「天皇御璽」を捺し、末尾には藤原仲麻呂（恵美押勝）ら5名の官人の自筆署名がある。
細字法華経
国宝。法華経を書写した巻物1巻。一般に法華経は8巻セットで書かれるが、本品は細い字で1巻にまとめている。聖徳太子所持と伝えられ、「御同朋経」（ごどうぼうきょう）とも呼ばれる。伝承では太子の前世である南嶽慧思、または慧思と一緒に修行した人、あるいは慧思の弟子が所持したお経で、太子が隋から取り寄せたとされる。しかし、末尾に唐時代の694年に李元恵（りげんけい、伝不詳）が書写したとあり、実際にはあり得ない。かつては香木を二つ割りして内側をくりぬいた経箱に納められており、この香木は一般には白檀とされるが、鑑真の弟子・思託が記した『上宮皇太子菩薩伝』には沈香だと記されている。
梵網経
重要文化財。鮮やかな金泥で書写された梵網経2巻。書風から平安時代前期のものだと推定される。ただし、本品が尊ばれた理由は本文ではなく、外題部分にある。各巻の外題は、太子が自らの手の皮を剥いで貼り付けたとされ（大江親通『七大寺巡礼私記』）、この外題を拝見した人は三悪趣（地獄・餓鬼・畜生）に堕ちないとされる（『古今目録抄』）。手の皮を剥いで用いているのは、当の梵網経のなかにある「皮を剥いで紙となし、血を刺して墨となし、髄（液）を持って水となし、骨を折りて筆となし、仏の教えを書写すべし」という凄まじい記述を文字通り実行したのだと解される。本当に太子の手の皮かはともかく、実物からは毛穴らしき跡が観察できる。ならば動物の皮を使いたとも考えられるが、お経に動物の素材は用いない。よって本当に手の皮、指紋は見えないので手の甲の皮を剥いで用いていると考えられる。また現在、外題部分に文字は無く赤外線を当てても墨跡は確認できないため、血を用いて書かれ『七大寺巡礼私記』や『古今目録抄』の時代には確認できた文字が、経年により消えてしまったとも考えられる。なお、宝物の中には太子の足跡とされる「御足印」（献納宝物36号）もあるが、現在その足跡を確認するのは困難である。

### 画像

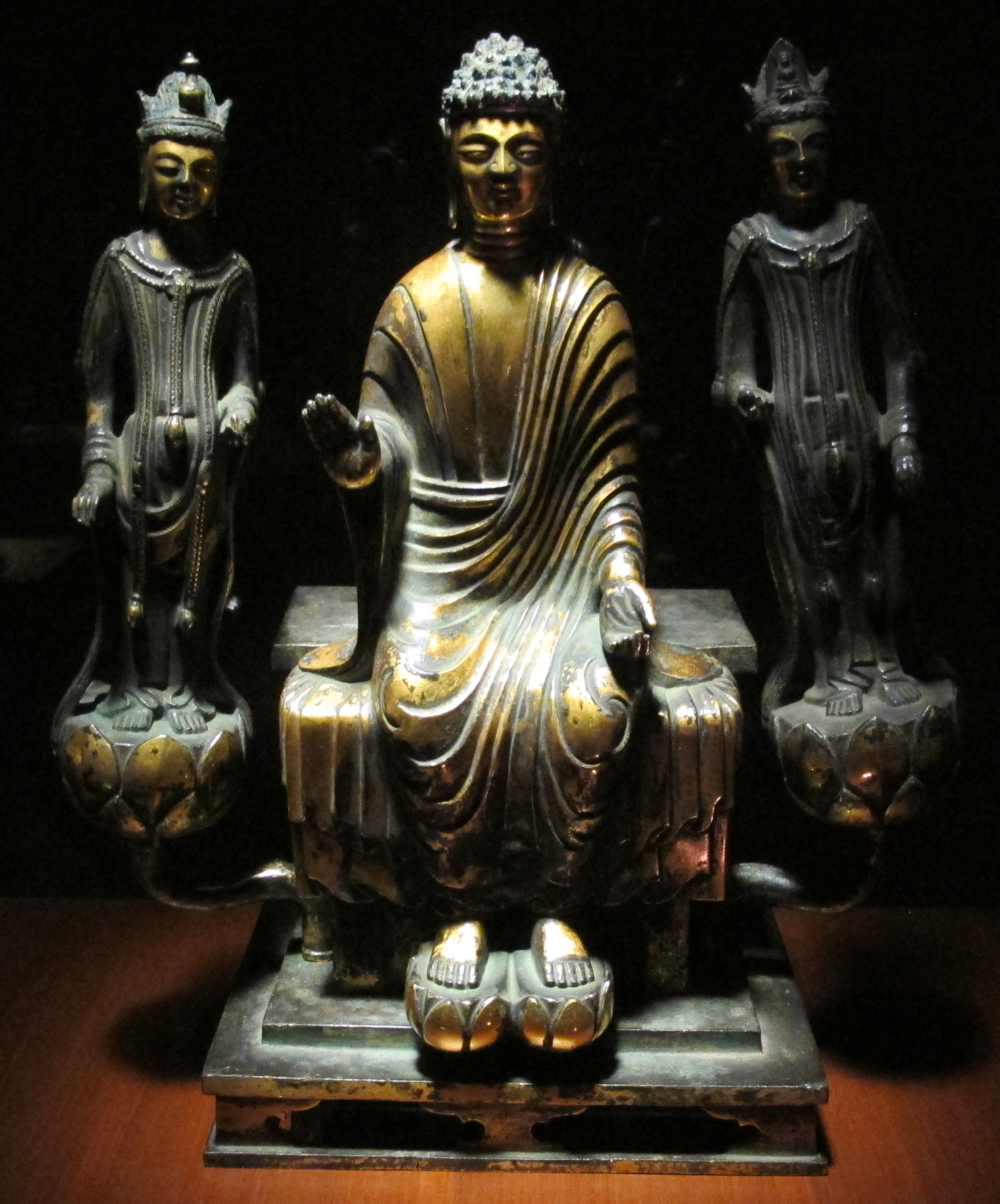
銅造阿弥陀如来及両脇侍像 飛鳥時代後期（献納宝物144号）
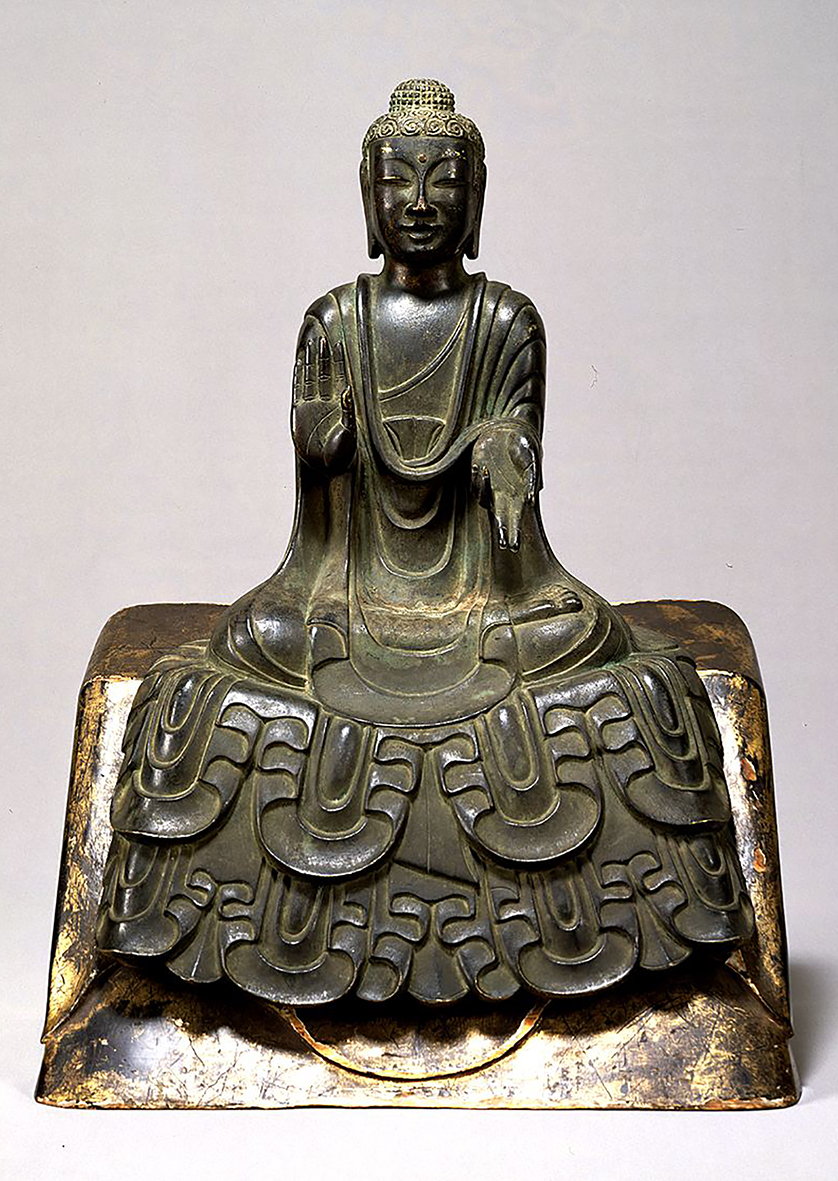
銅造如来坐像 飛鳥時代（献納宝物145号）
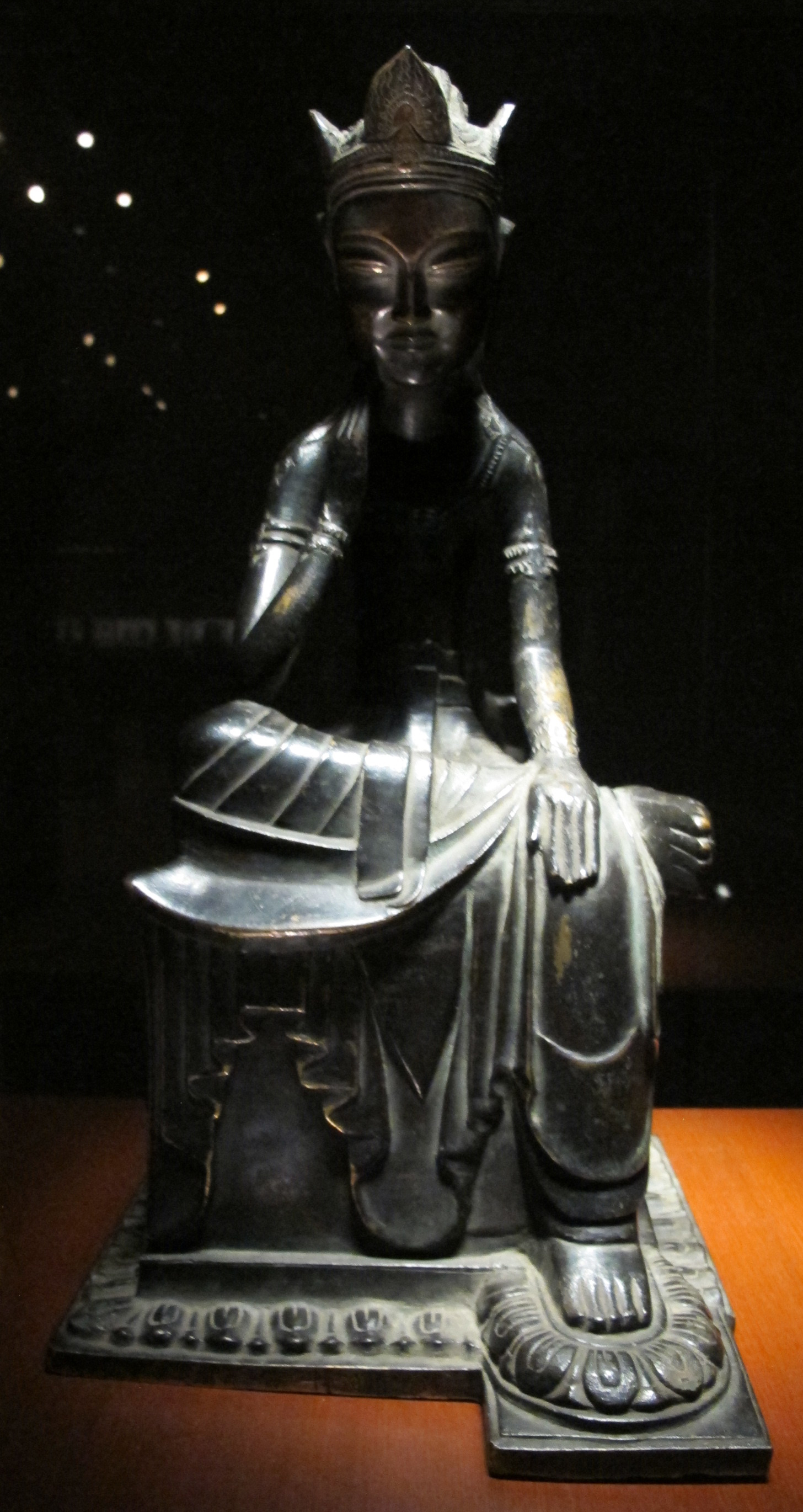
銅造菩薩半跏像 飛鳥時代（献納宝物156号）
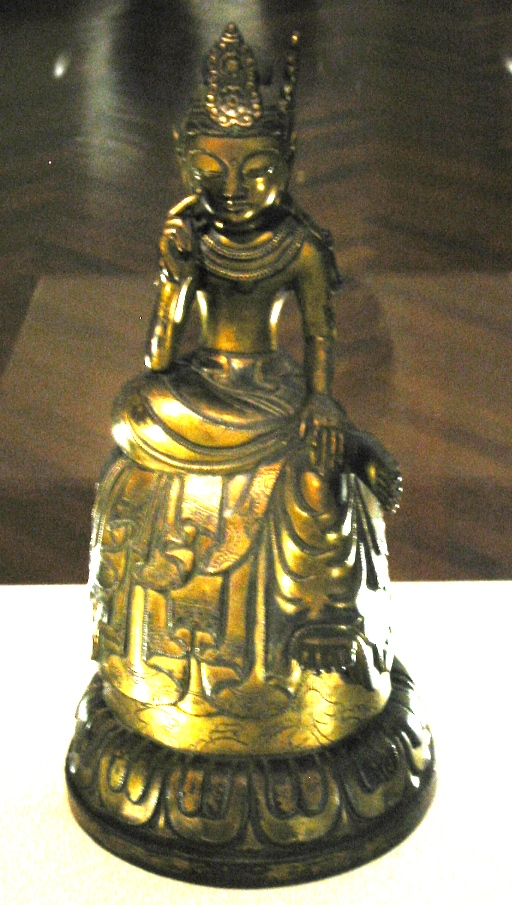
銅造菩薩半跏像 飛鳥時代後期（献納宝物159号）
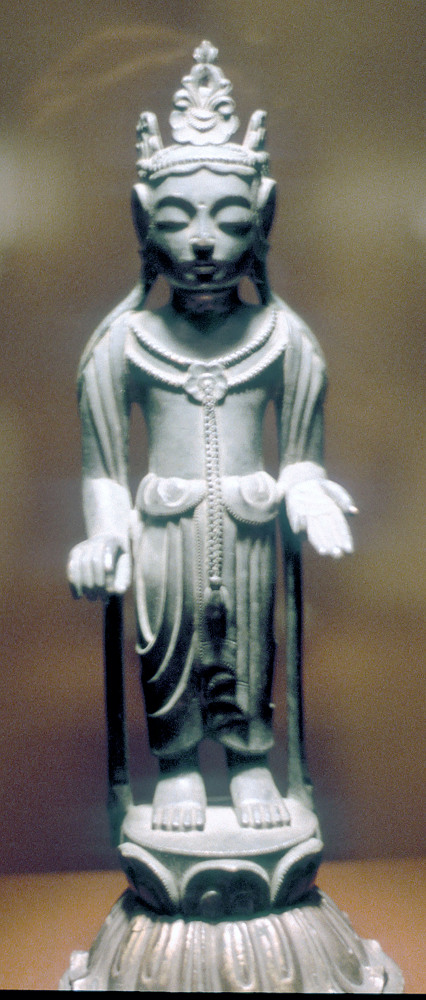
銅造菩薩立像 飛鳥時代後期（献納宝物188号）
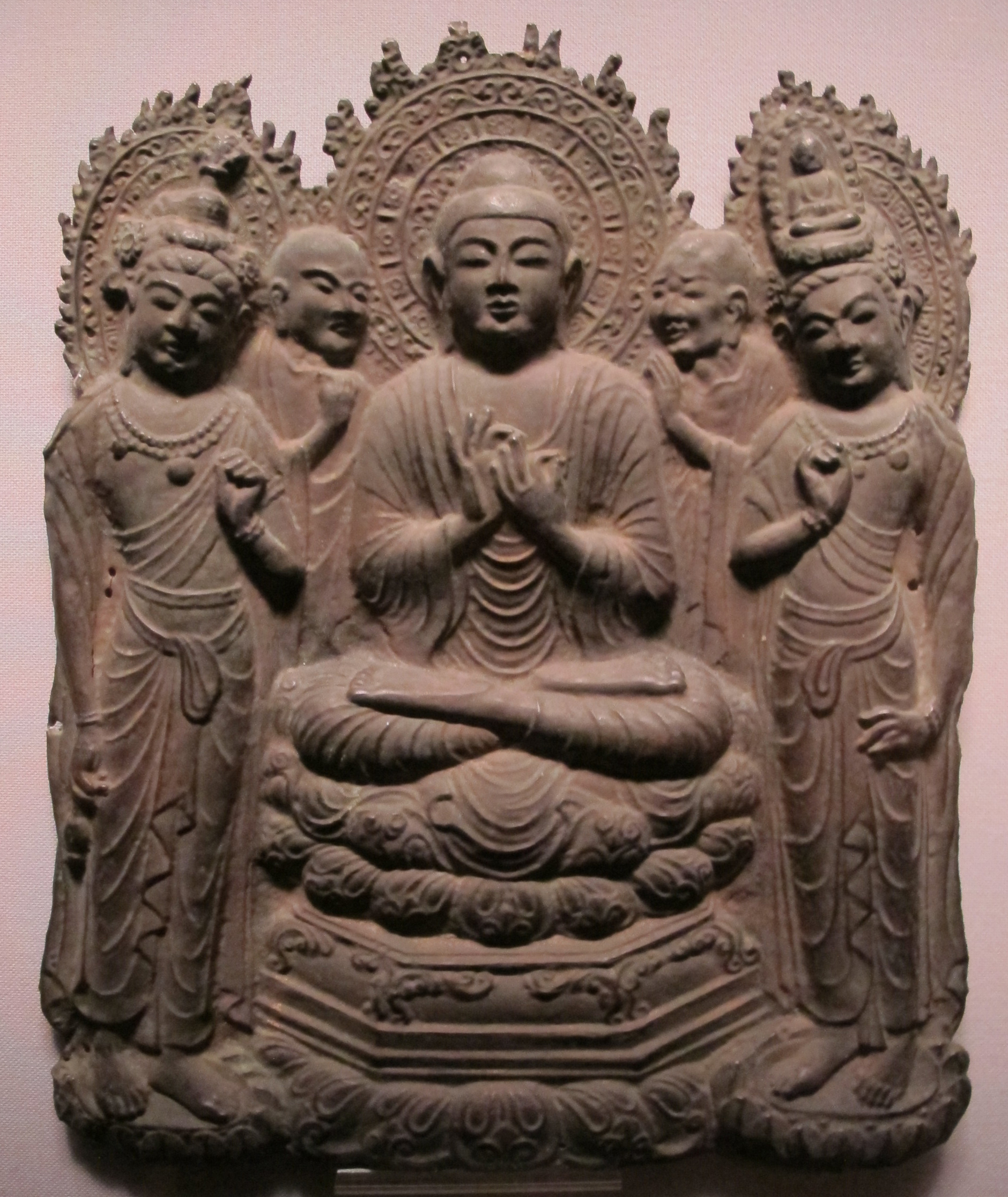
押出阿弥陀三尊及び比丘形像 飛鳥〜奈良時代（献納宝物198号）
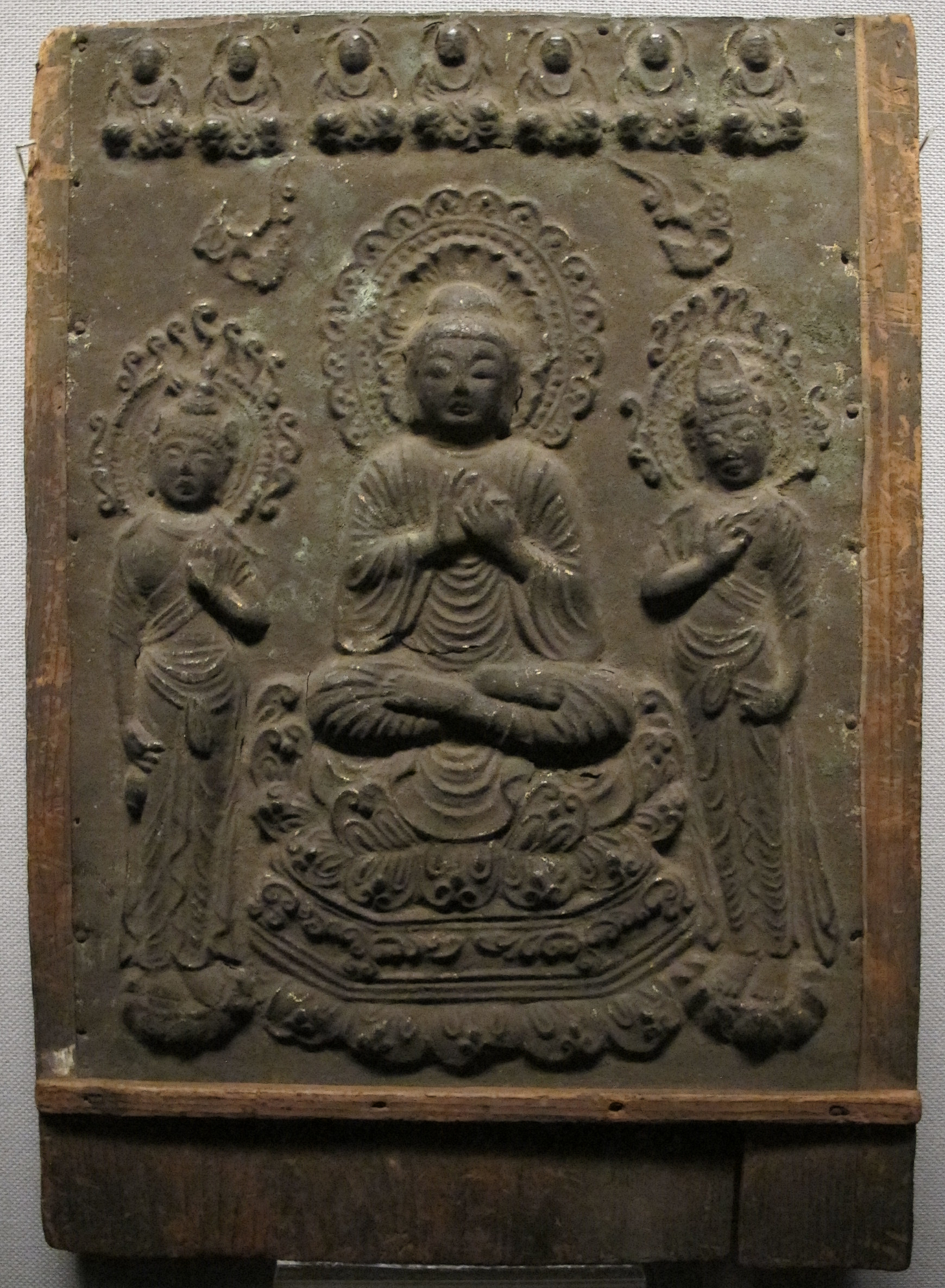
押出阿弥陀三尊像（献納宝物202号）
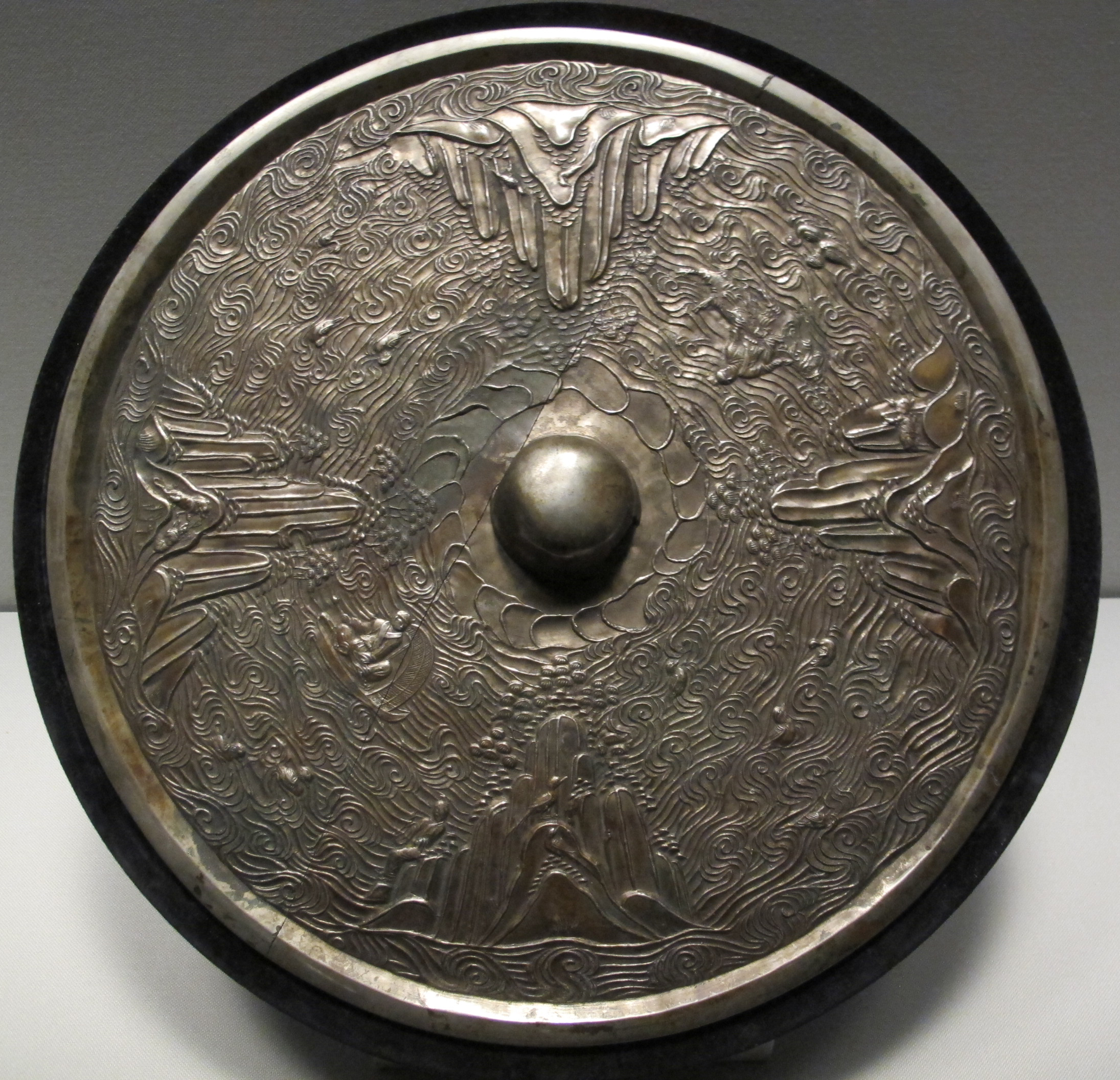
海磯鏡 唐または奈良時代（献納宝物75号）
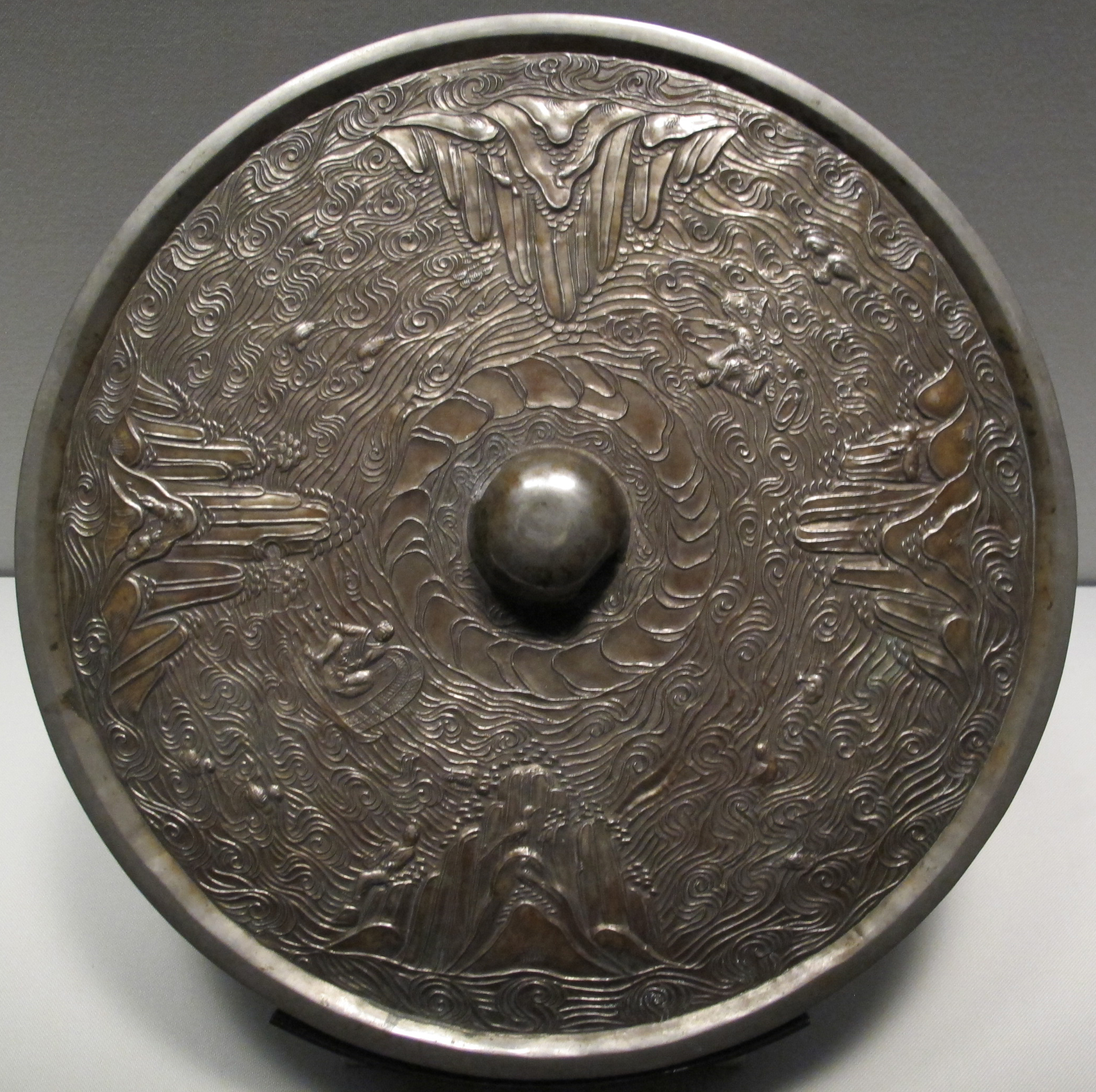
海磯鏡 唐または奈良時代（献納宝物74号）
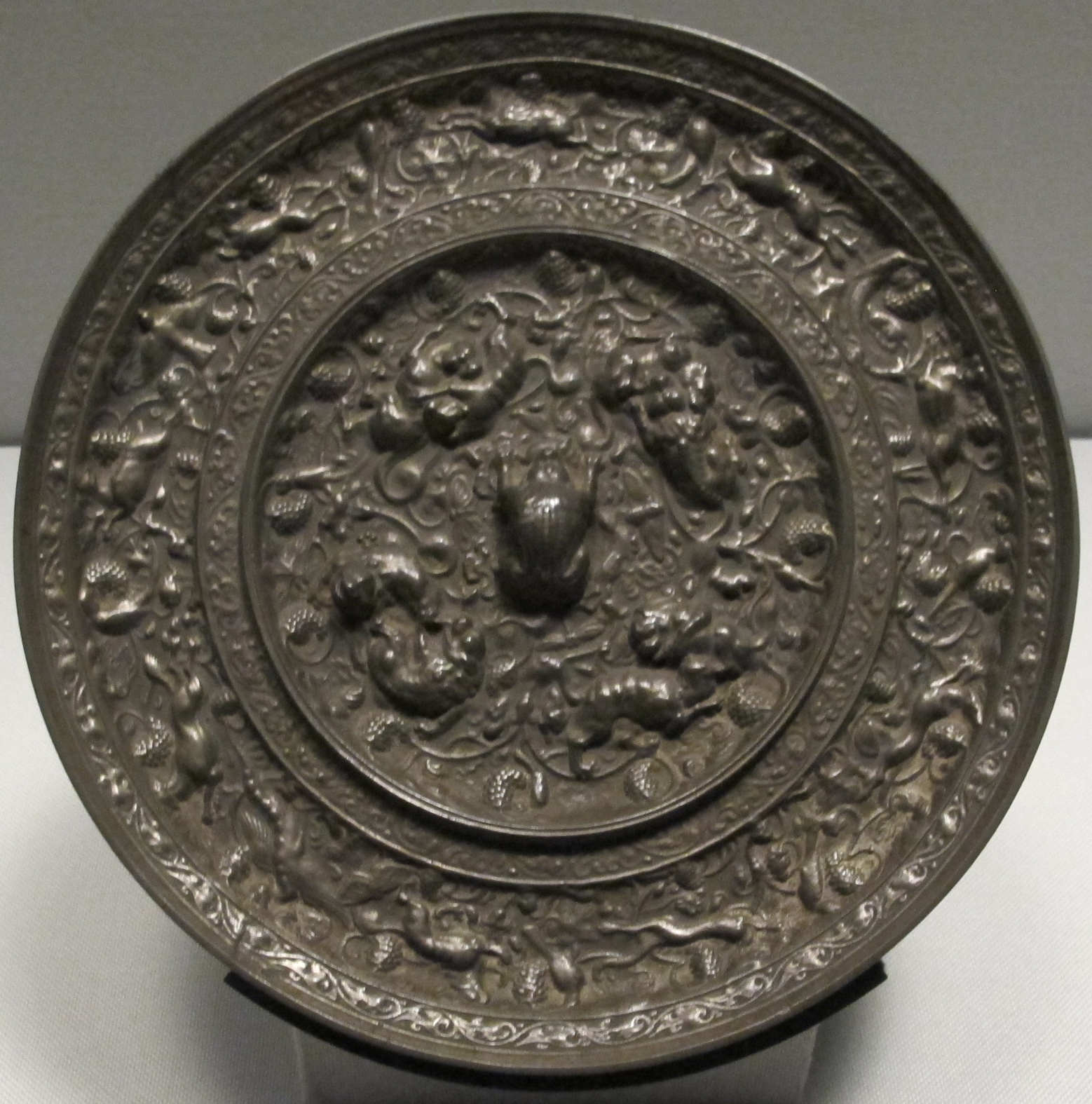
禽獣葡萄鏡 唐時代（献納宝物72号）
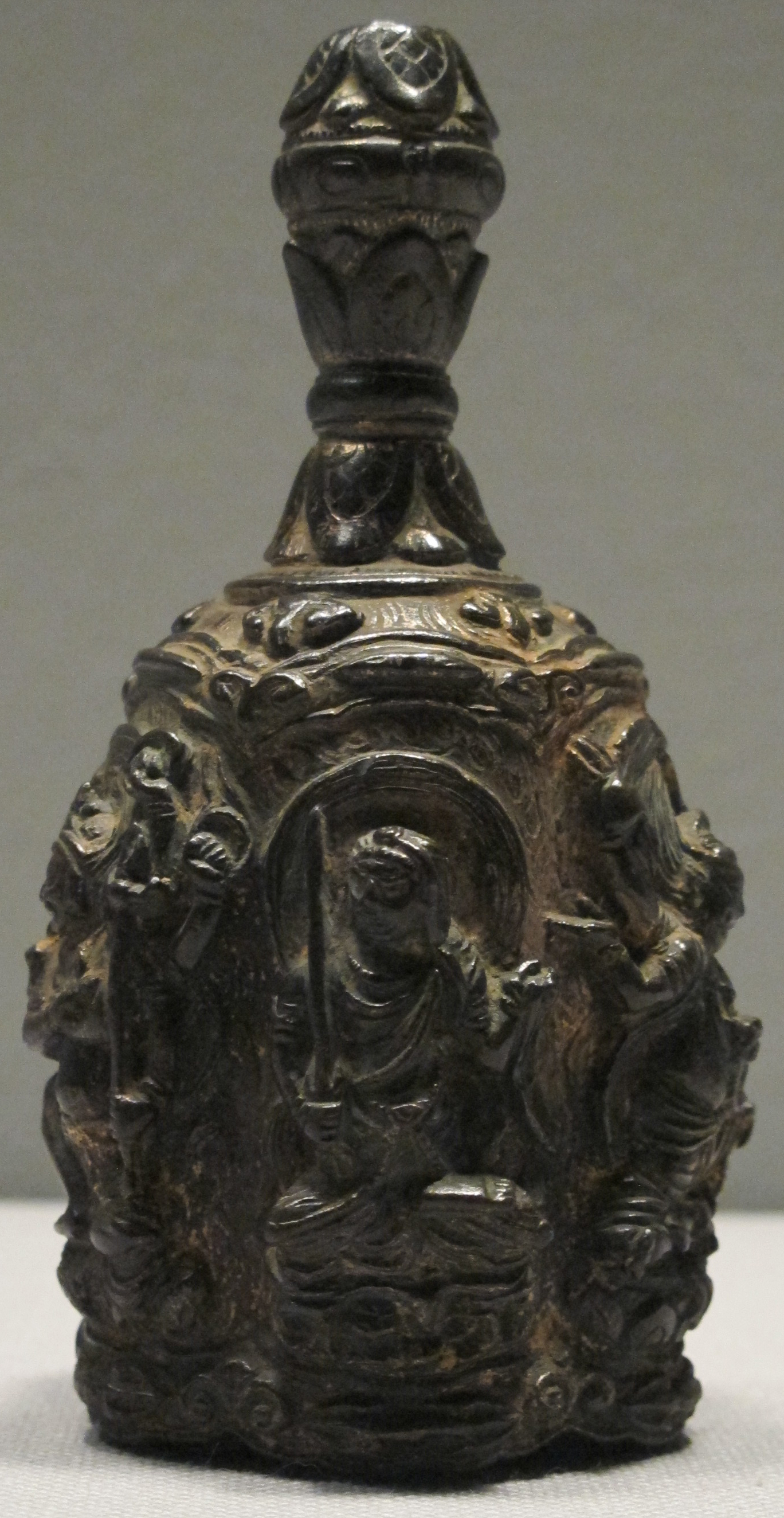
五大明王鈴 唐時代（献納宝物64号）
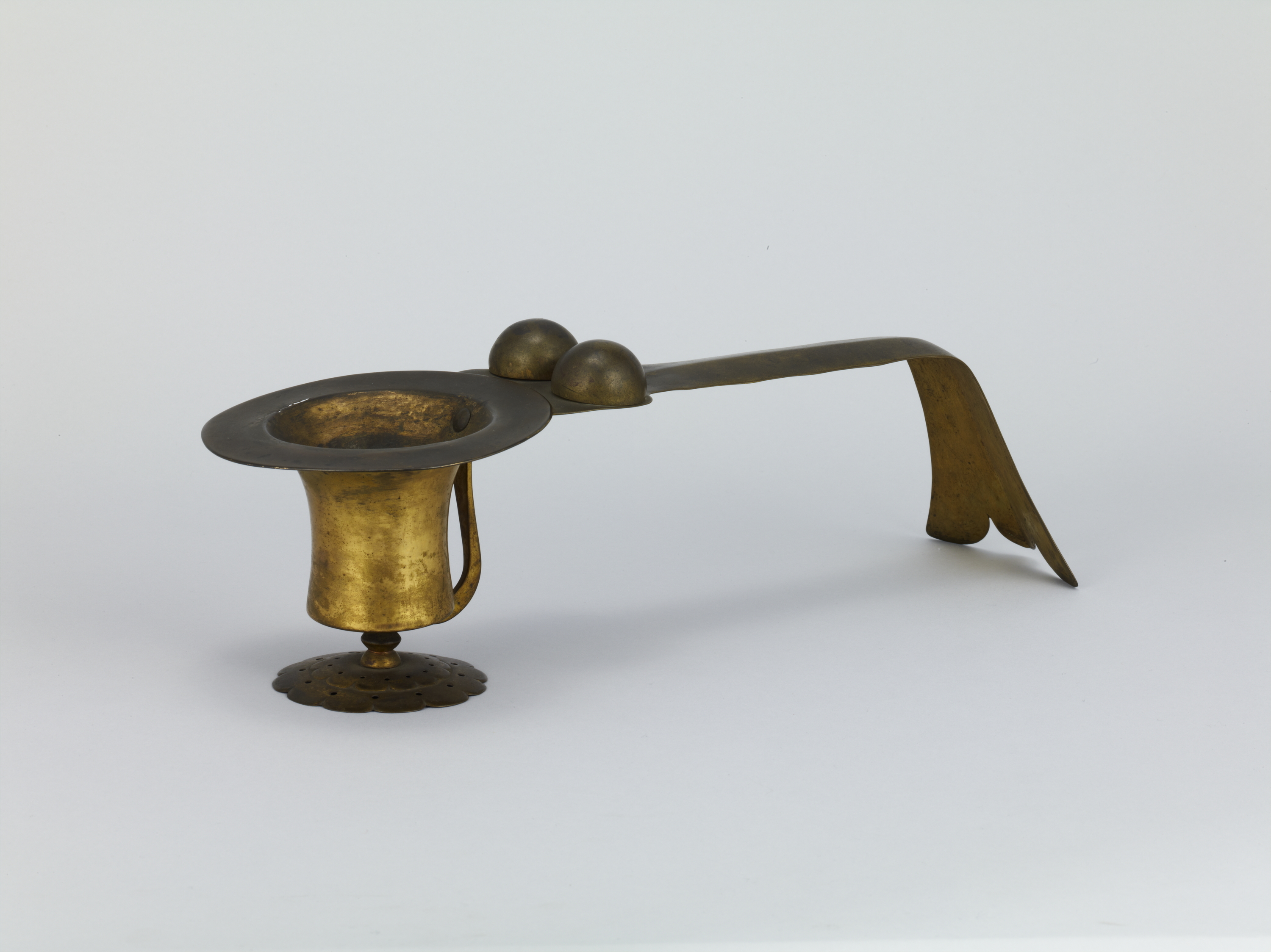
鵲尾形柄香炉 飛鳥時代（献納宝物280号）
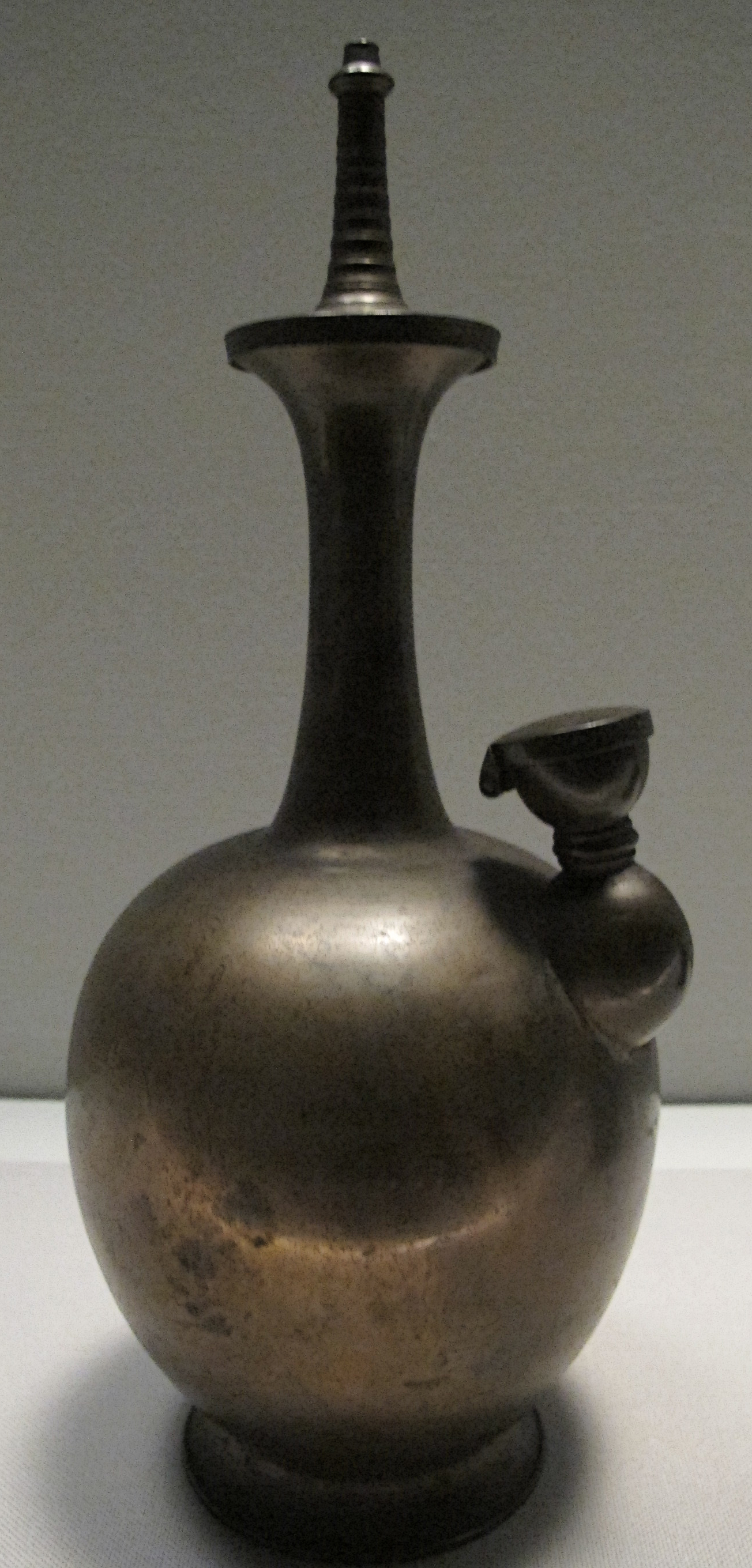
仙盞型水瓶 飛鳥〜奈良時代（献納宝物245号）
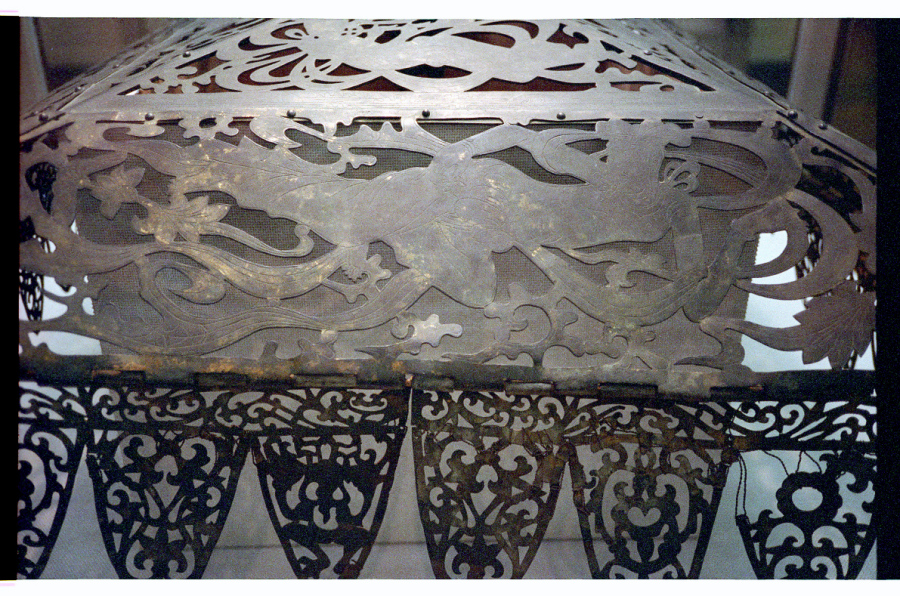
金銅灌頂幡　上部（献納宝物58号）
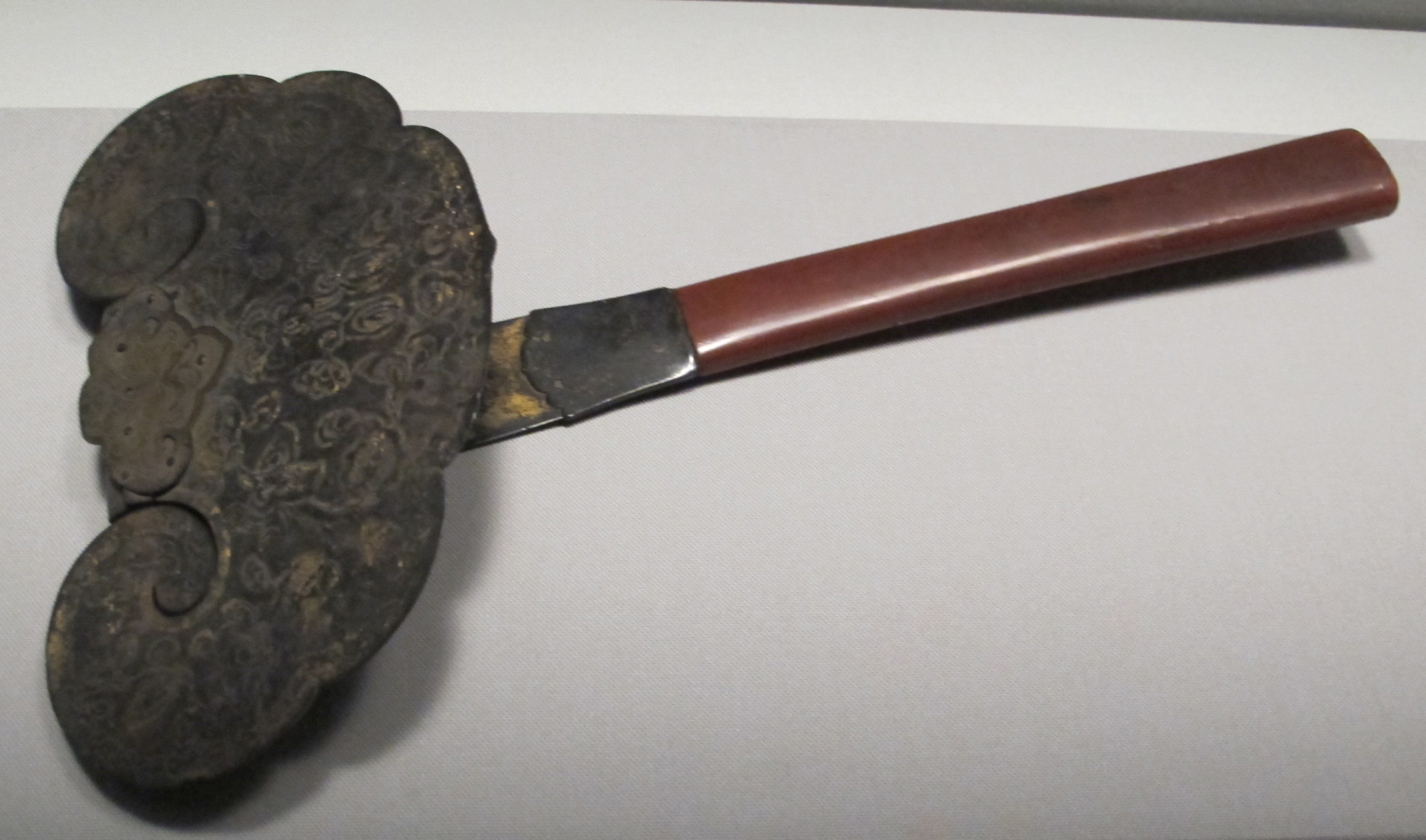
如意 平安時代（献納宝物285号）
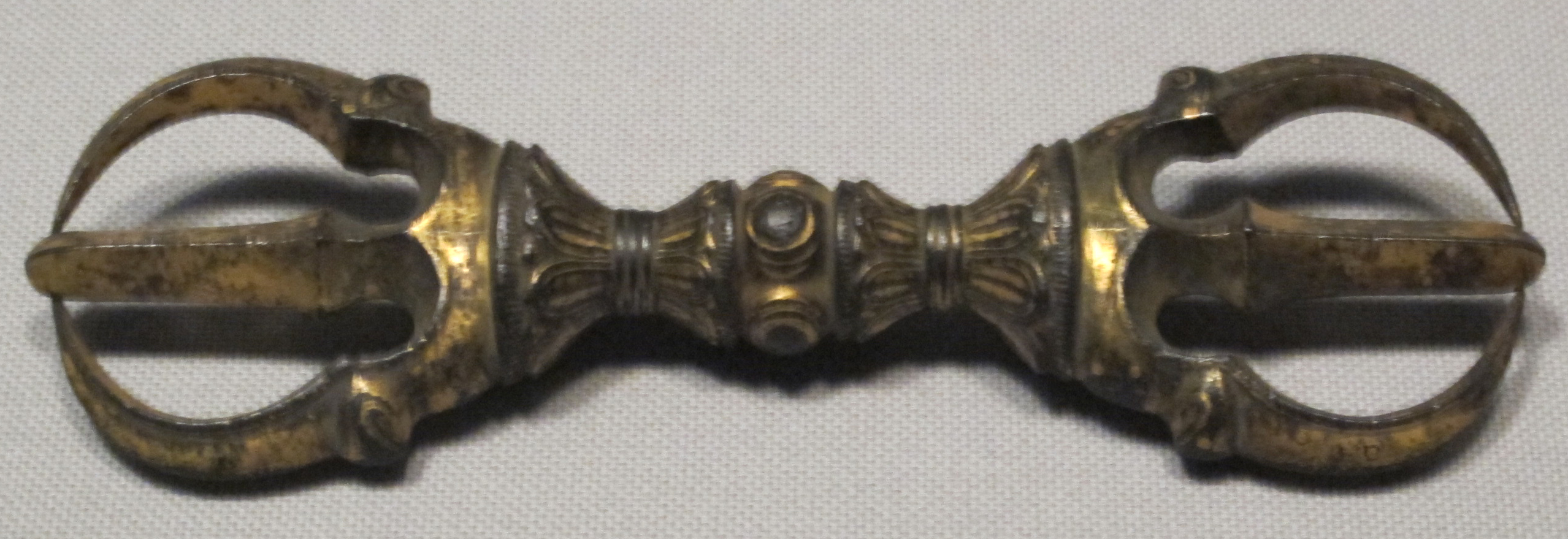
三鈷杵 平安時代（献納宝物63号）
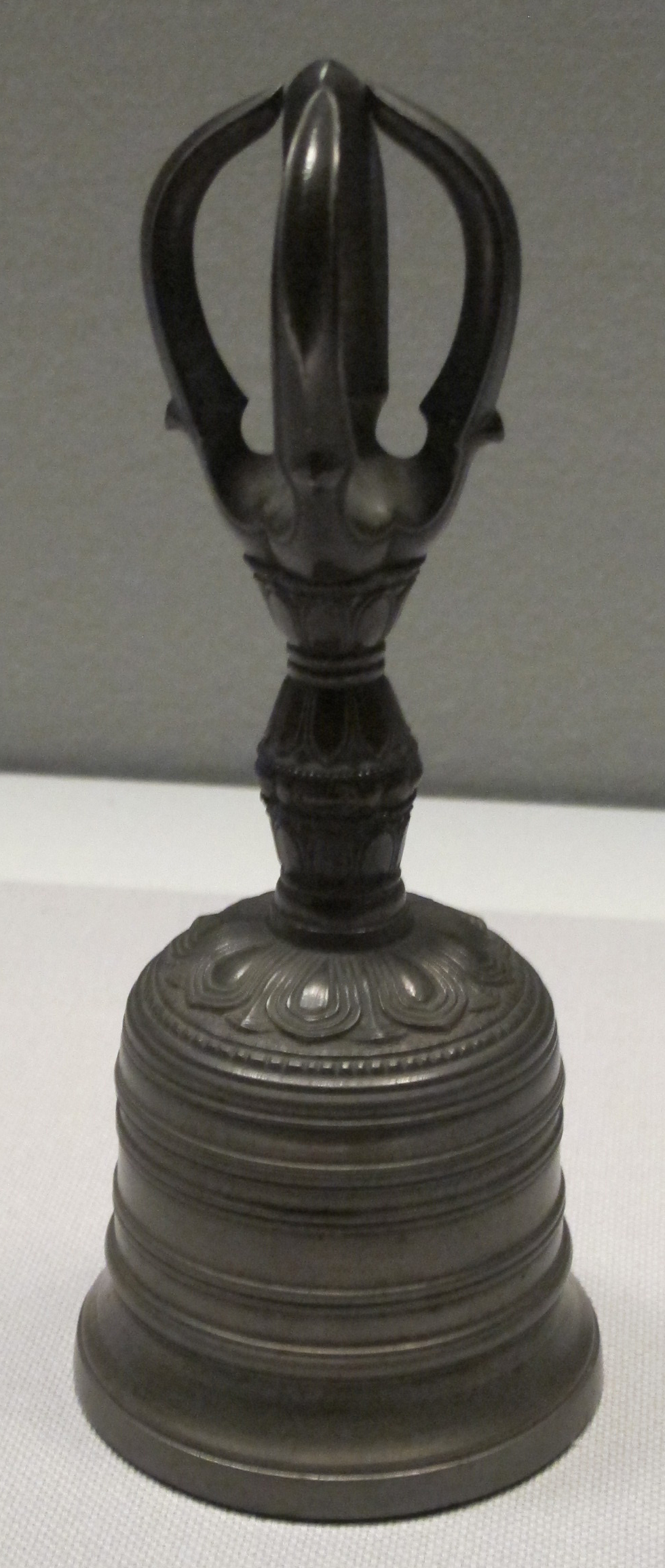
五鈷鈴 室町時代（献納宝物65号）
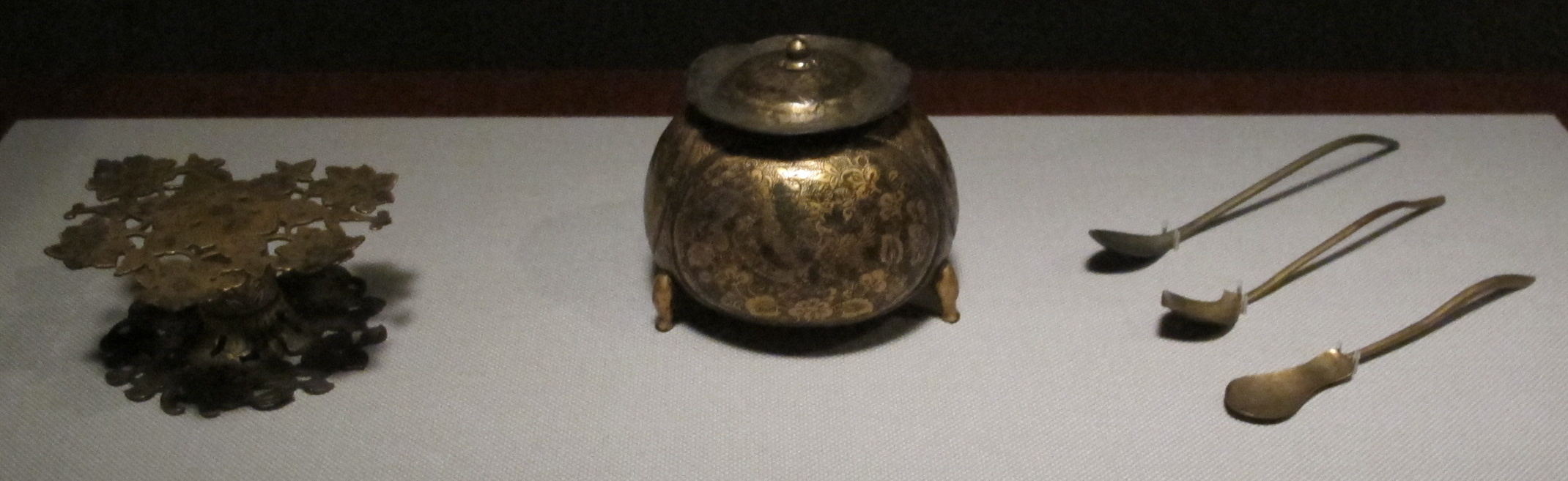
水滴、墨台、匙 唐または奈良時代（献納宝物80 - 82号）
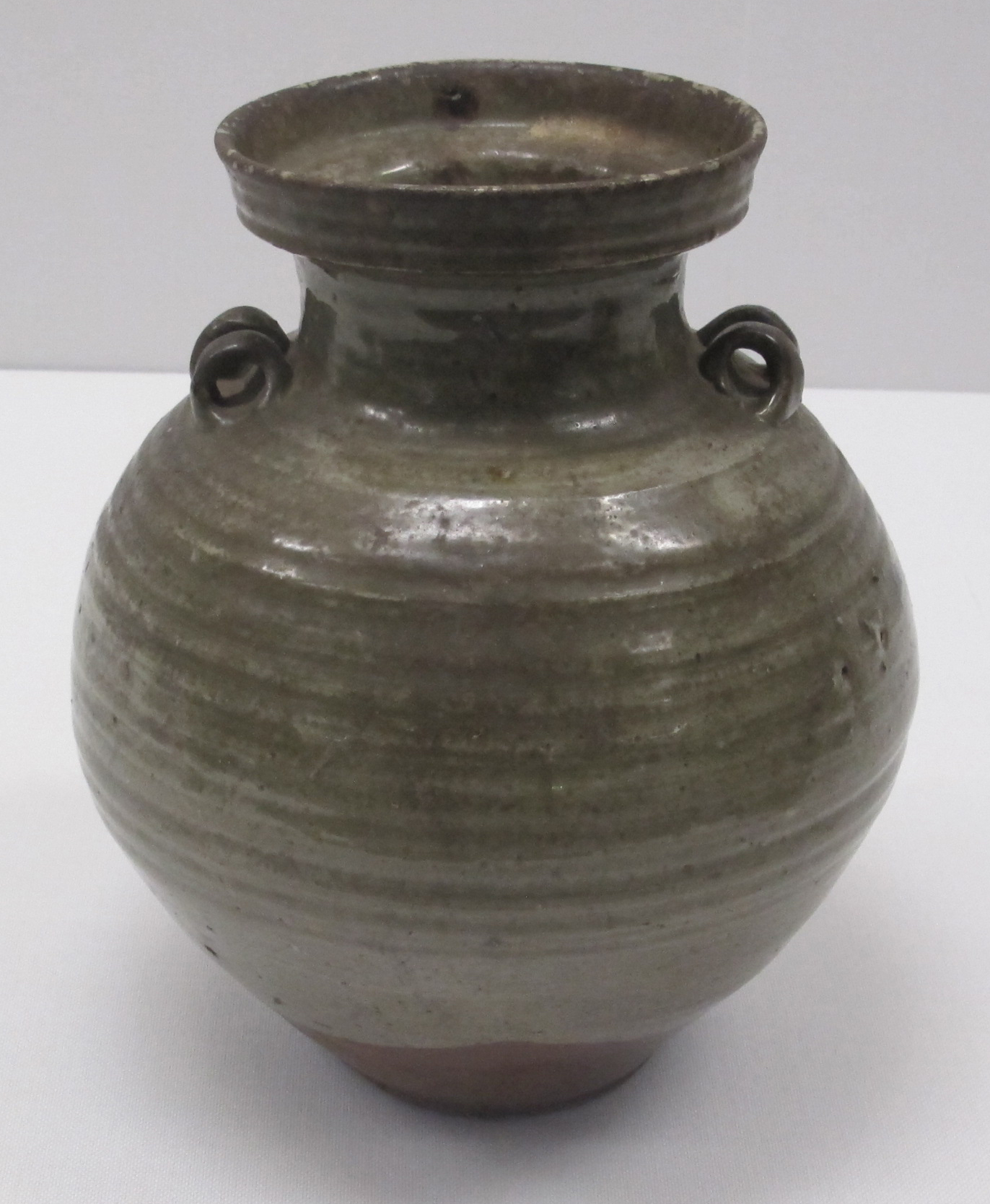
越州窯青磁四耳壺 唐時代（献納宝物121号）
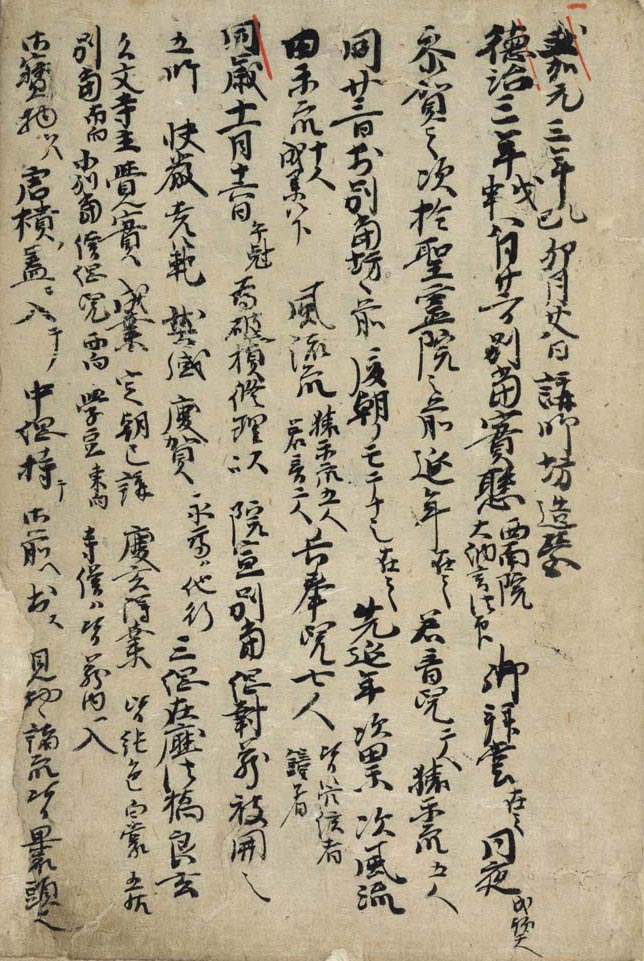
嘉元記（献納宝物22号）
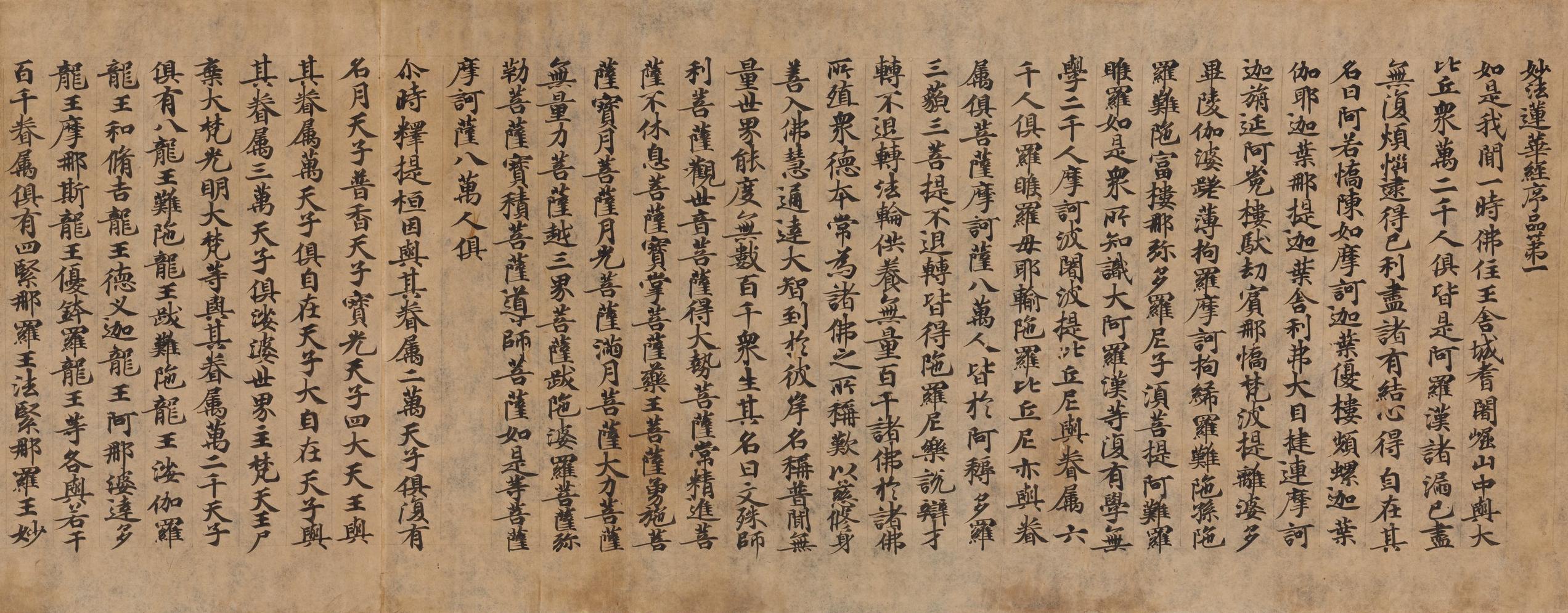
法華経（献納宝物12号）
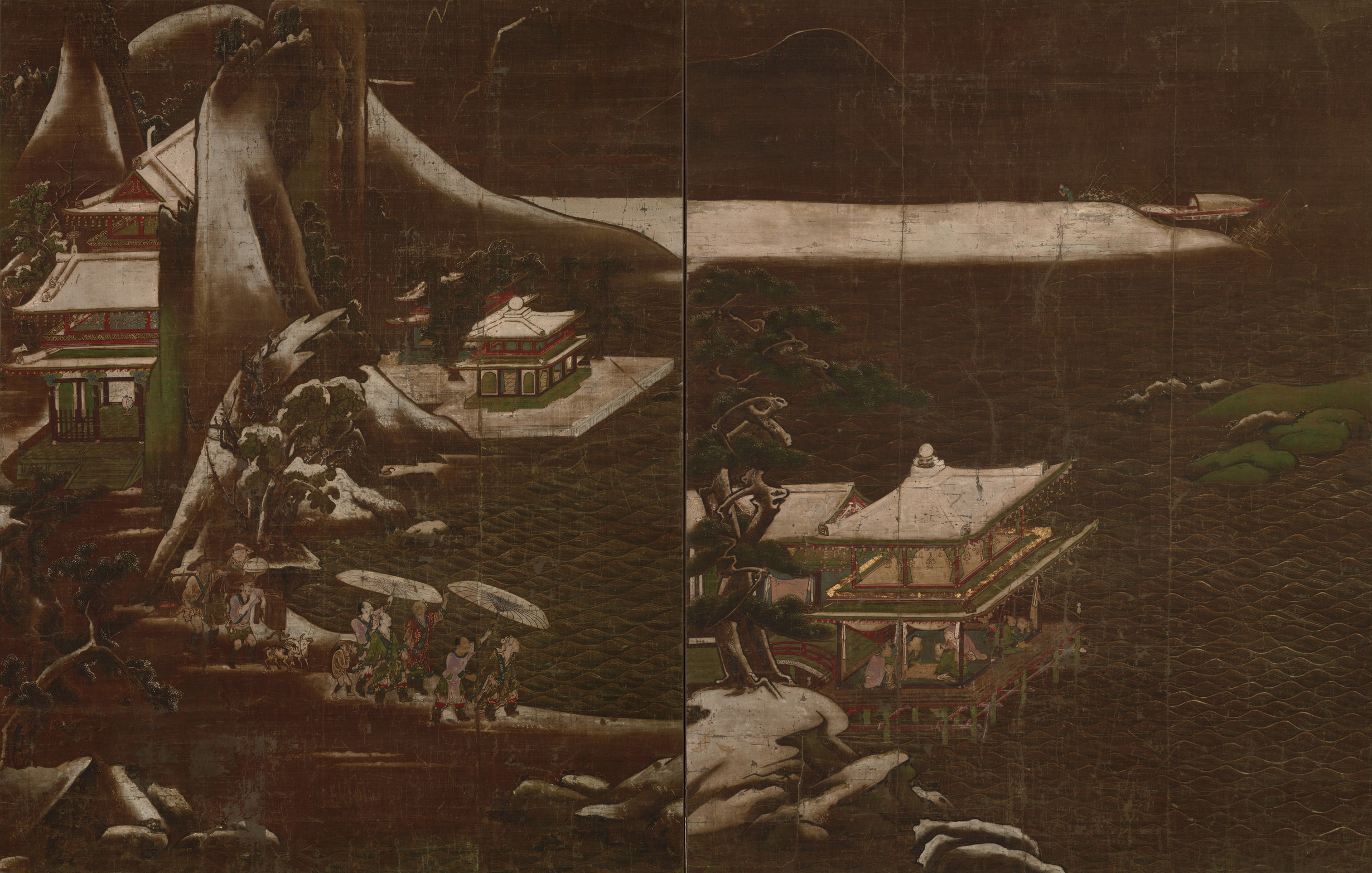
文王呂尚商山四皓図（旧東院舎利殿障子絵）二曲六隻のうち（献納宝物4号）
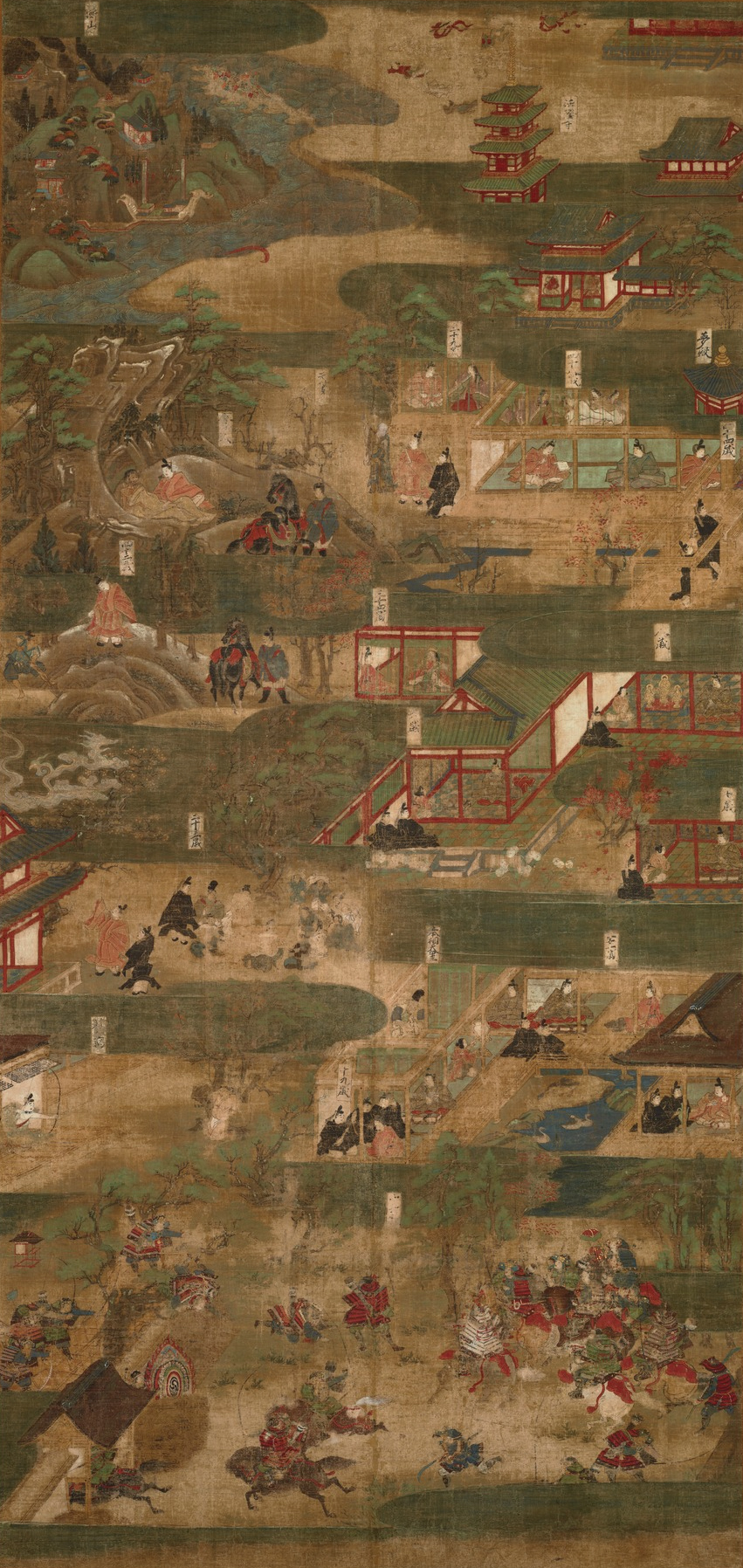
聖徳太子絵伝 4面のうち（献納宝物2号）
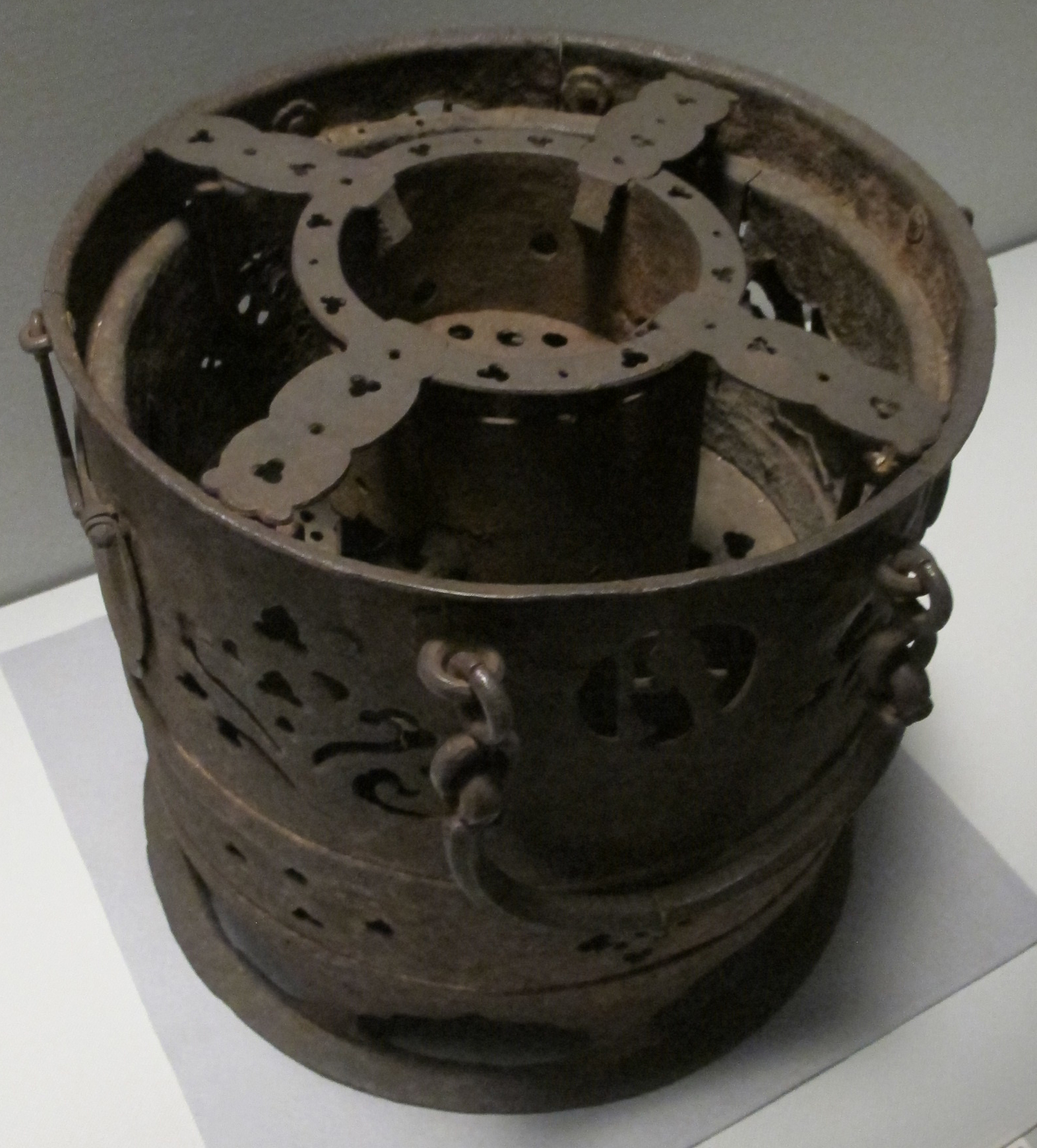
鉄炉（釣篝）（献納宝物120号）
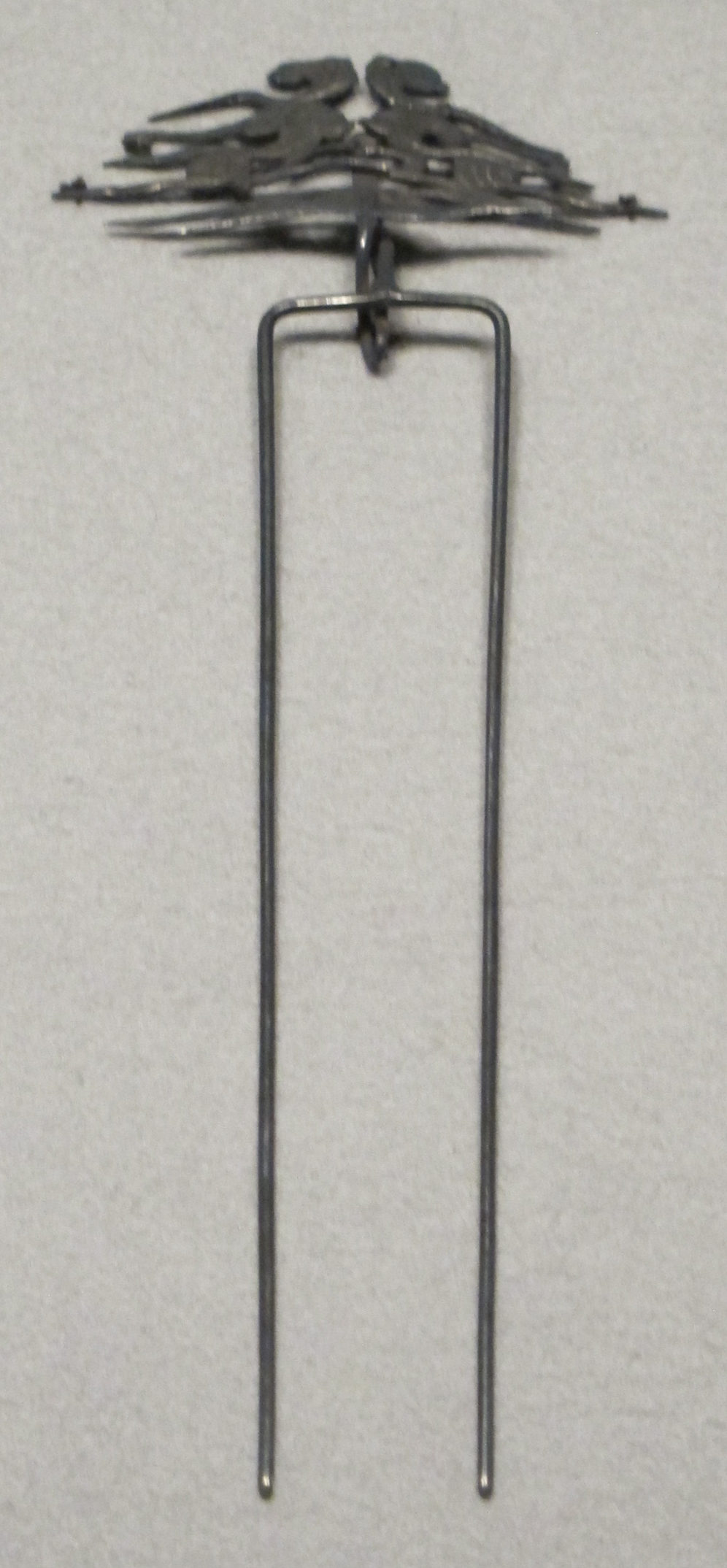
銀雲形釵子（瑞雲形銀釵）（献納宝物94号）
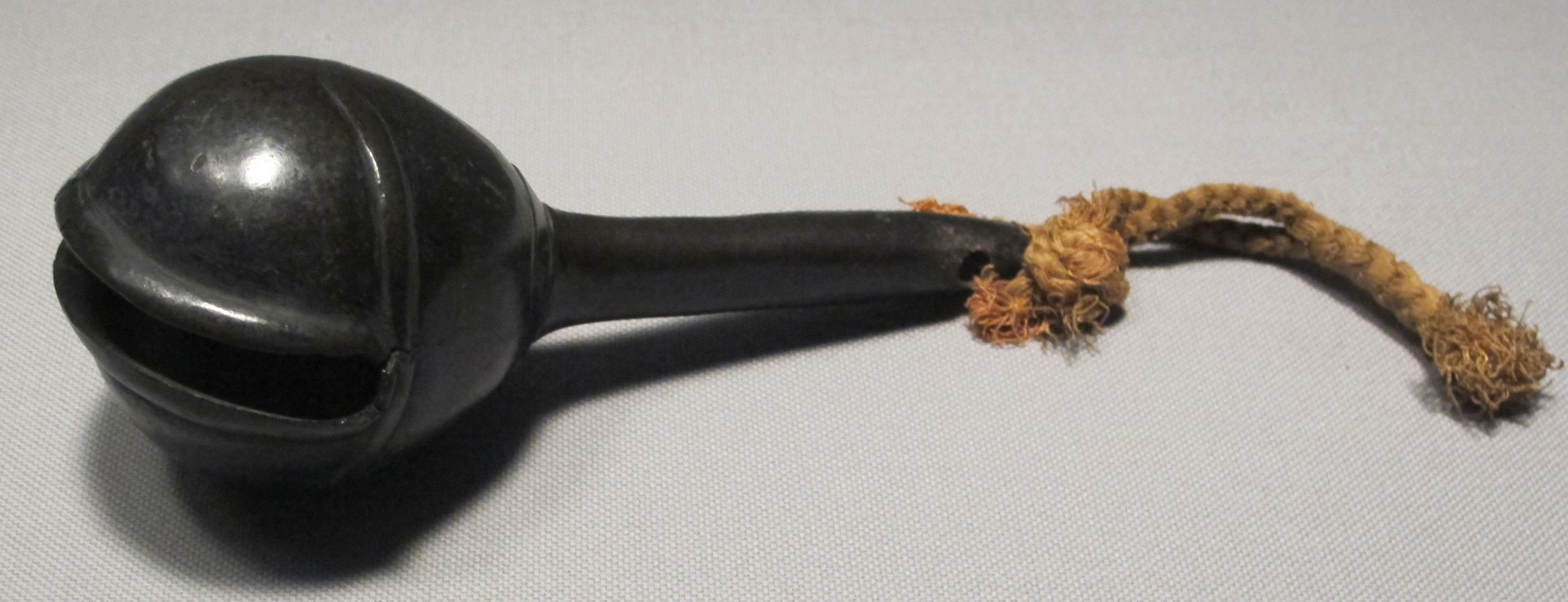
鐃（献納宝物61号）
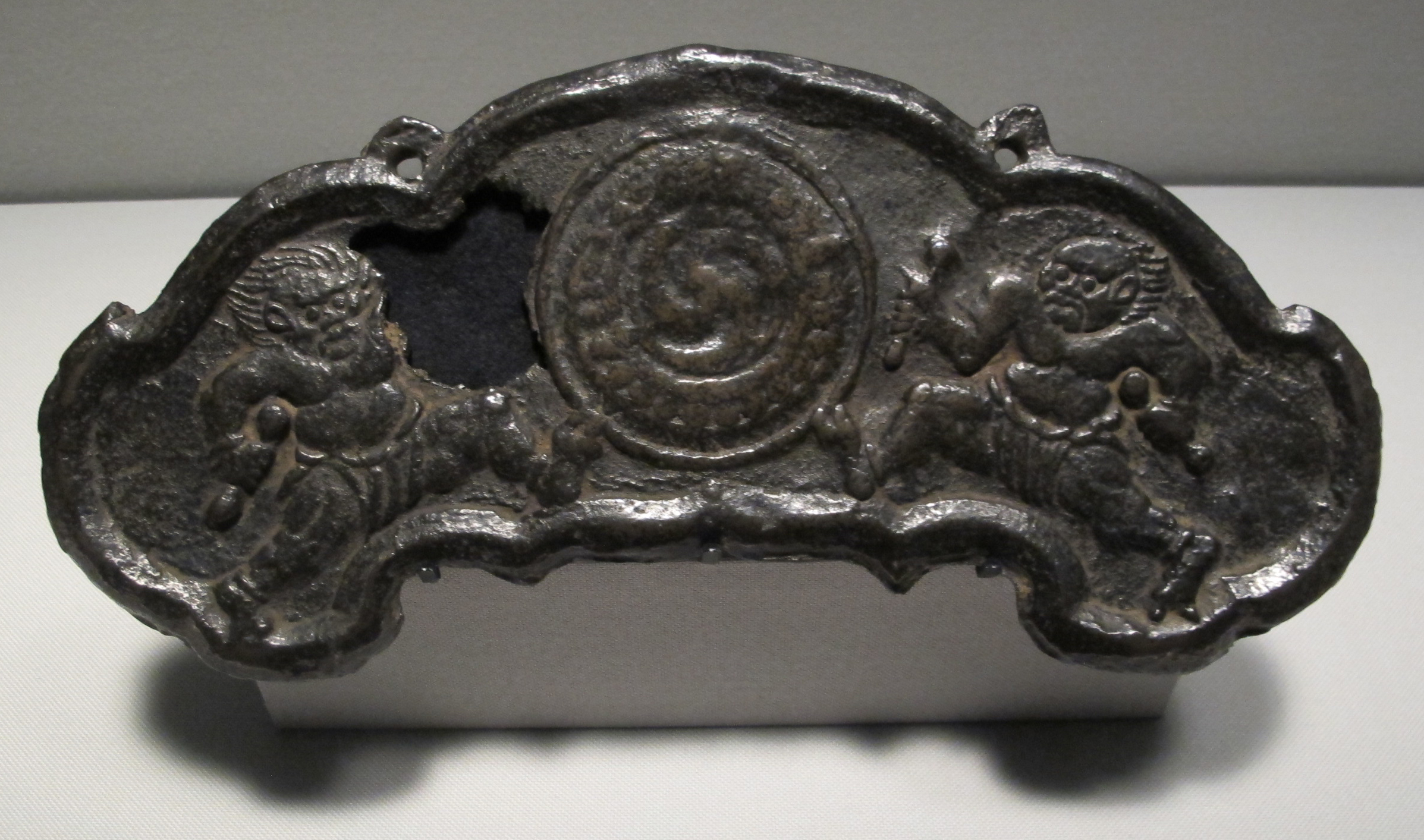
雷神文磬（献納宝物67号）
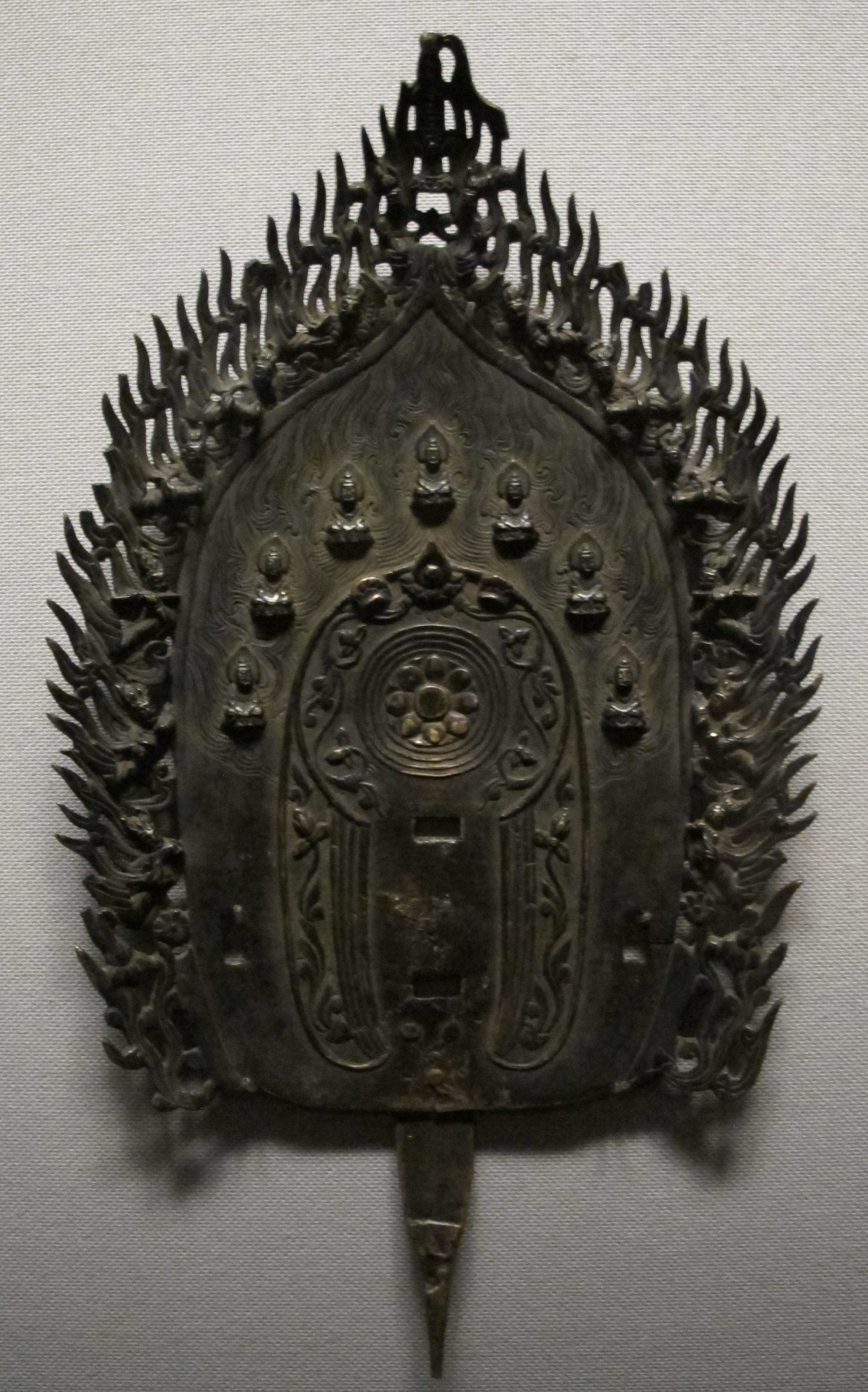
光背 甲寅年銘（594年または654年）（献納宝物196号）

| 勝鬘経（献納宝物15号） |  | 鵤寺倉印・法隆寺印（献納宝物85・84号） |
| 勝鬘経（献納宝物15号） |  | 鵤寺倉印・法隆寺印（献納宝物85・84号） |

### 国宝・重要文化財の一覧

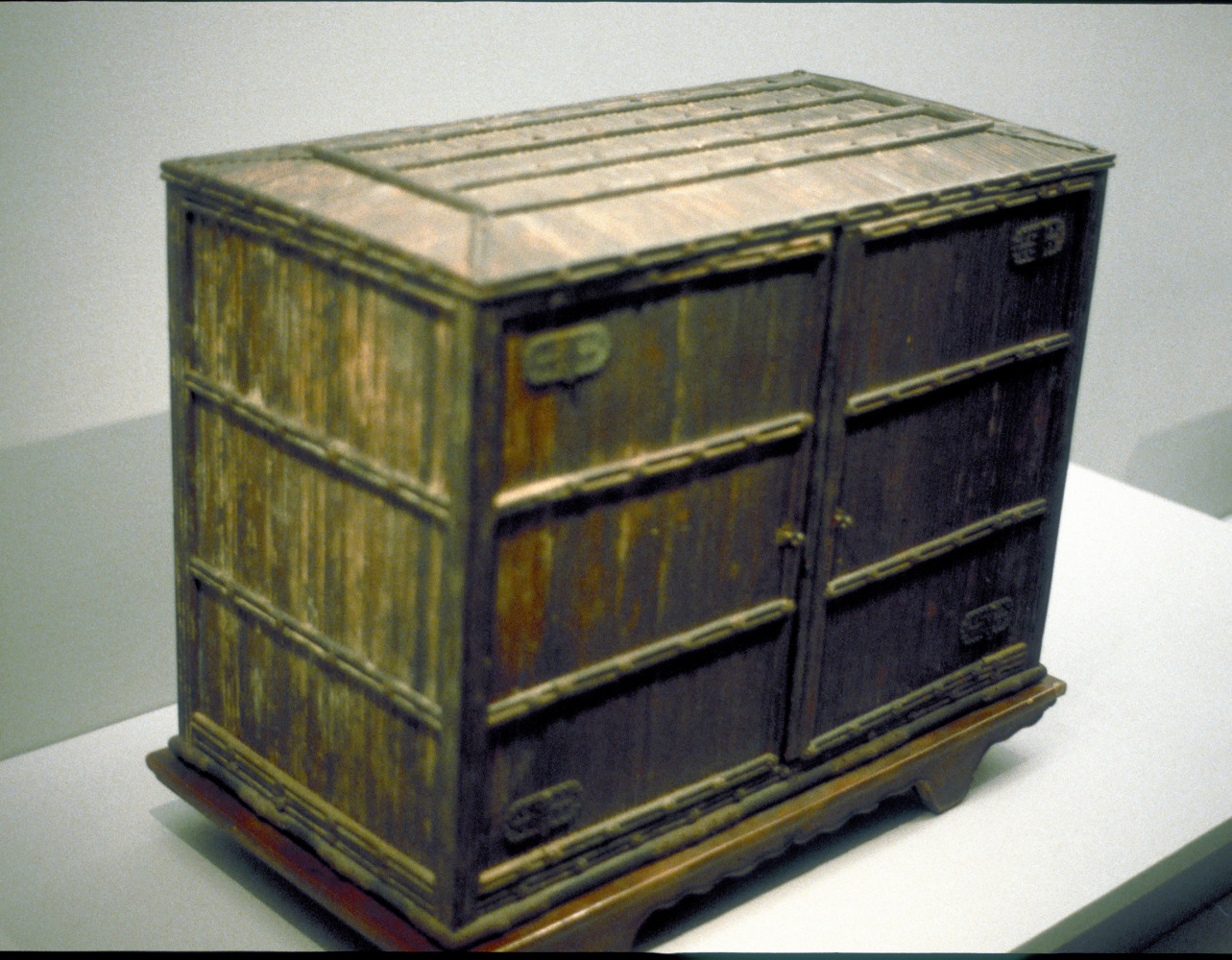
竹厨子 奈良時代（献納宝物87号）

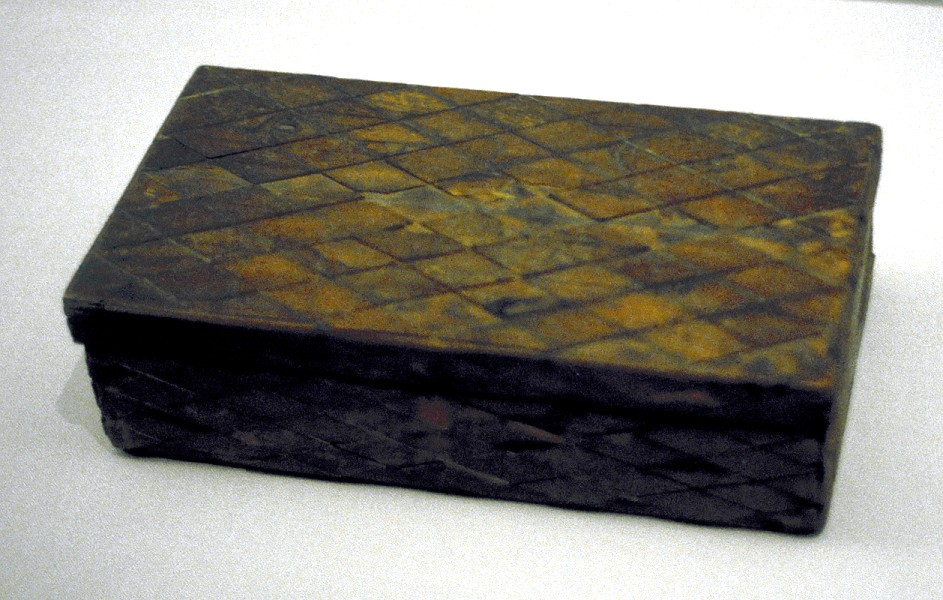
沈香木画箱 奈良時代（献納宝物71号）

○印は国宝、無印は国の重要文化財。

#### 絵画
- ○聖徳太子絵伝　綾本著色 10面（旧絵伝障子絵）秦致真筆
- 文王呂尚・商山四皓図 　絹本著色 二曲六隻（旧舎利殿障子絵）
- 聖徳太子絵伝 絹本著色 4面 上野法橋・但馬房筆 嘉元3年(1305年)

#### 書跡
- ○法隆寺献物帳
- ○細字法華経（附 香木経箱）
- 梵本心経並尊勝陀羅尼（貝葉）2枚
- 法華経 8巻
- 紺紙金字梵網経 2巻
- 勝鬘経
- 聖徳太子伝私記（古今目録抄）顕真筆
- 嘉元記

#### 彫刻
※「NXXX」は、東京国立博物館の列品番号である。
- 銅造麻耶夫人及び天人像　4躯（N191）
- 銅造阿弥陀如来及び両脇侍像（N144）
- 銅造如来及び両脇侍立像（一光三尊仏）（N143）
- 銅造如来坐像（N145）
- 銅造如来坐像（N146）
- 銅造如来坐像（N147）
- 銅造如来倚像（N148）
- 銅造如来立像（N149）
- 銅造如来立像（N150）
- 銅造如来立像（N151）
- 銅造如来立像（N152）
- 銅造如来立像（N153）
- 銅造如来立像（N154）
- 銅造観音菩薩立像 辛亥年（651年）銘（N165）
- 銅造観音菩薩立像（N167）
- 銅造観音菩薩立像（N168）
- 銅造観音菩薩立像（N169）
- 銅造観音菩薩立像（N170）
- 銅造観音菩薩立像（N171）
- 銅造観音菩薩立像（N172）
- 銅造観音菩薩立像（N173）
- 銅造観音菩薩立像（N174）
- 銅造観音菩薩立像（N175）
- 銅造観音菩薩立像（N176）
- 銅造観音菩薩立像（N177）
- 銅造観音菩薩立像（N178）
- 銅造観音菩薩立像（N179）
- 銅造観音菩薩立像（N180）
- 銅造観音菩薩立像（N181）
- 銅造観音菩薩立像（N182）
- 銅造観音菩薩立像（N183）
- 銅造観音菩薩立像（N184）
- 銅造観音菩薩・勢至菩薩立像（N185）
- 銅造菩薩立像（観音菩薩立像）（N166）
- 銅造菩薩立像（N186）
- 銅造菩薩立像（N187）
- 銅造菩薩立像（N188）
- 銅造菩薩立像（N189）
- 銅造菩薩立像（N190）
- 銅造菩薩半跏像（N155）
- 銅造菩薩半跏像 丙寅年銘（606年または666年）（N156）
- 銅造菩薩半跏像（N157）
- 銅造菩薩半跏像（N158）
- 銅造菩薩半跏像（N159）
- 銅造菩薩半跏像（N160）
- 銅造菩薩半跏像（N161）
- 銅造菩薩半跏像（N162）
- 銅造菩薩半跏像（N163）
- 銅造菩薩半跏像（N164）
- 銅造光背 甲寅年銘（594年または654年）
- 銅造光背 33面 附:4面
- 銅板押出仏 10面
- ○木造伎楽面28面・乾漆伎楽面3面

#### 金工
- ○金銅灌頂幡
- 金銅小幡
- 金銅五鈷鈴
- 金銅五大明王鈴
- 金銅三鈷杵
- ○柄香炉 鵲尾形
- 柄香炉 鵲尾形
- 柄香炉 獅子鎮
- 柄香炉 瓶形鎮
- 鐃（にょう）
- 金銅金錍（こんべい）
- 白銅錫杖
- ○金銀鍍竜首水瓶[6]
- 響銅水瓶（仙盞形水瓶）
- 金銅竜文線刻水瓶
- 響銅水瓶（王子形水瓶）
- 響銅水瓶（王子形水瓶）
- 響銅水瓶（王子形水瓶）
- 響銅水瓶（王子形水瓶）
- 響銅水瓶（王子形水瓶）
- 響銅水瓶（王子形水瓶）
- 響銅水瓶（王子形水瓶）
- 響銅水瓶（王子形水瓶）
- 金銅宝塔（舎利塔）
- 五綴鉄鉢
- 鉄鉢
- 鉄鉢
- 雷神文磬
- 銅鑼
- 金銅宝相華文如意
- 響銅塔鋺（きょうどうとうまり）
- 金銅脚付鋺
- 響銅脚付鋺・響銅鋺 附:響銅鋺脚
- 響銅蓋鋺
- 響銅蓋鋺
- 響銅蓋鋺
- 響銅蓋鋺
- 響銅蓋鋺
- 響銅八重鋺 附:響銅鋺1口
- 響銅八重鋺
- 響銅鋺
- 響銅鋺2口・響銅鋺蓋2口
- 響銅匙 2本 ※「匙」は重文指定名称では金偏に「匕」
- 響銅托子 2枚
- 銀花形皿
- ○海磯鏡 2面
- 蟠龍八花鏡（盤龍鏡）
- 伯牙弾琴鏡
- 禽獣葡萄鏡
- 鉄炉（釣篝）
- ○金銅墨床・水注・匙（3支）
- 銅釣枡
- 金銅荘唐組垂飾 2条
- 鉄壺鐙 一双
- 鉄壺鐙 一隻
- 鐎斗（しょうと）
- 銀雲形釵子（瑞雲形銀釵）

#### 楽器類
- ○黒漆七絃琴
- 琴柱 6枚
- 彩絵鼓胴
- 彩絵鼓胴
- 黒漆鼓胴
- 瓦製彩絵羯鼓胴
- 朱漆羯鼓台
- 奚婁鼓胴（けいろうこどう）
- 横笛
- 尺八

#### 漆工・木工
- 松喰鶴蓬莱山蒔絵袈裟箱
- 鳳凰円文螺鈿唐櫃
- 塩山蒔絵文台（千鳥蒔絵文台）
- ○沈香木画箱
- 玉荘箱
- 瑞花蝶鳥金銀絵漆皮箱・草花金銀絵漆皮箱[7]
- 草花蝶鳥金銀絵漆皮箱・黒漆箱
- 漆皮箱
- 漆皮箱
- 漆皮箱
- 漆鉢（木鉢）
- 𡑮鉢（1字目は土篇に塞）
- 彩絵灯台（高灯台）
- 獅子蛮絵摺板
- 透漆梓弓・木造彩絵胡籙・六目鳴鏑箭・箭（鏃欠）・利箭（5本）
- 黒漆麈尾（しゅび）

#### 陶磁
- 陶硯（瓦硯）
- 陶硯（瓦硯）
- 越州窯青磁四耳壺

#### 染織
- 繍仏裂 6枚
- 帯 蜀江錦
- 蜀江錦 赤獅鳳文
- 蜀江錦 赤亀甲繋文
- 玉帯残欠2条・漆皮箱
- 褥（じょく） 白山菱文綺（広東錦褥）
- 褥 萌黄花鳥文錦
- 褥 萌黄狩猟文錦
- 褥 黄葡萄唐草文錦 2枚
- 褥 白華文綾
- 経台褥 花文纐纈羅　2枚
- 鸚鵡形毯代（おうむがたたんだい） 紅草花文臈纈平絹
- 小幡 赤地絣錦（広東小幡）
- 小幡残欠 蜀江錦（蜀江小幡）　2旒
- 茜平絹蓋（あかねへいけんがさ）（絹傘）
- 糞掃衣
- 糞掃衣残欠
- 竜鬢筵（りゅうびんのむしろ）
- 白氈 4枚
- 緋氈
- 長畳（藺筵）
- 幡・褥残欠一括／唐組・錦・綾・紗・羅・平絹片一括／真珠・玻璃玉一括（以上、漆皮箱の内容物）

#### 工芸その他
- ○竹厨子
- 栴檀香
- 白檀香
- 沈水香
- 青木香・草花銀絵漆皮箱
- 琥珀念珠
- 金剛子念珠
- 金剛子念珠
- 石名取玉 16顆（附 堆朱曲輪合子）
- 火取水取玉 12顆（附 紙胎黒漆八角小箱）
- 輿飾
- 牙笏
- 斑竹玳瑁荘経台
- 水牛如意
- 紅牙撥鏤針筒・紺牙撥鏤針筒・緑牙撥鏤針筒（こうげばちるのはりづづ・こんげ - ・りょくげ - ）
- 紅牙撥鏤尺
- 赤漆葛箱
- 竹帙（経帙）2枚
- 鋸
- 鎌

#### 考古・歴史資料
- 銅印「法隆寺印」
- 銅印「鵤寺倉印」
- 法隆寺枡 大枡1、一升枡5[8]